# Bahnstrecke Halle–Hann. Münden
| Strecke Halle–Hann. Münden |                                                                                 |                                                        |                                                       |
| Streckennummer (DB): | 6343                                                                            |                                                        |                                                       |
| Kursbuchstrecke (DB): | 590 (Halle–Nordhausen) 600 (Nordhausen–Eichenberg) 611 (Eichenberg–Hann Münden) |                                                        |                                                       |
| Streckenlänge: | 193,5 km                                                                        |                                                        |                                                       |
| Spurweite: | 1435 mm (Normalspur)                                                            |                                                        |                                                       |
| Streckenklasse: | D4                                                                              |                                                        |                                                       |
| Stromsystem: | 15 kV, 16,7 Hz ~                                                                |                                                        |                                                       |
| Streckengeschwindigkeit: | 140 km/h                                                                        |                                                        |                                                       |
| Zugbeeinflussung: | PZB                                                                             |                                                        |                                                       |
| Zweigleisigkeit: | Halle (Saale) Hbf–Eichenberg Ostkopf Eichenberg–Hann Münden                     |                                                        |                                                       |
| |                                                                                 |                                                        |                                                       |
| \| \| \| von Berlin \| \| \| \| \| von Cottbus \| \| \| \| \| von Magdeburg \| \| \| \| \| von Halberstadt \| \| \| \| \| von Halle-Trotha (S-Bahn) \| \| \| \| 0,080 \| Halle (Saale) Hbf \| 106 m \| \| \| \| Hafenbahn Halle (Verbindung zur HHE) \| \| \| \| \| nach Leipzig Messe Süd \| \| \| \| \| von Halle (Saale) Gbf \| \| \| \| 3,691 \| Abzw Halle Kasseler Bahn \| Abzw Halle Kasseler Bahn \| \| \| \| nach Bebra \| \| \| \| 4,030 \| Halle-Rosengarten \| Halle-Rosengarten \| \| \| 4,7330,163 \| Abzw Halle-Wörmlitz \| Abzw Halle-Wörmlitz \| \| \| \| Beginn S-Bahn-Strecke 6051 \| \| \| \| 0,546 \| Halle-Silberhöhe (S-Bahn) früher Halle Brühlstraße \| Halle-Silberhöhe (S-Bahn) früher Halle Brühlstraße \| \| \| \| Strecke 6354 von Halle-Ammendorf \| \| \| \| 5,564 \| Abzw Halle-Wörmlitz West \| Abzw Halle-Wörmlitz West \| \| \| 1,688 \| Halle-Südstadt \| Halle-Südstadt \| \| \| \| Ende S-Bahn-Strecke 6051 \| \| \| \| 3,1807,680 \| Abzw Halle Saalebrücke bis 2021 Halle Südstadt Bft Sa \| Abzw Halle Saalebrücke bis 2021 Halle Südstadt Bft Sa \| \| \| 8,80 \| Eisenbahnbrücke Wörmlitz (264 m, über Saale) \| 85 m \| \| \| 9,10 \| Bft Angersdorf Ost bis 2021 Angersdorf Abzw Awo \| Bft Angersdorf Ost bis 2021 Angersdorf Abzw Awo \| \| \| 9,80 \| Angersdorf (267 m, über Passendorfer Wiesen) \| Angersdorf (267 m, über Passendorfer Wiesen) \| \| \| \| S-Bahn-Strecke 6355 nach Halle-Nietleben \| \| \| \| \| Strecke 6356 Halle-Nietleben–Merseburg Hbf \| \| \| \| 9,873 \| Angersdorf früher Schlettau b Halle (Saale) \| Angersdorf früher Schlettau b Halle (Saale) \| \| \| \| Strecke 6389 nach Bad Lauchstädt \| \| \| \| 12,780 \| Zscherben (mit Bk) \| 110 m \| \| \| \| Bundesautobahn 143 \| \| \| \| 14,970 \| Bk Eisdorf \| Bk Eisdorf \| \| \| 15,883 \| Teutschenthal Ost früher Eisdorf \| 113 m \| \| \| \| von Salzmünde \| \| \| \| 18,275 \| Teutschenthal \| 105 m \| \| \| 21,046 \| Wansleben am See \| 101 m \| \| \| 23,015 \| Amsdorf \| 94 m \| \| \| 23,880 \| Bk Amsdorf \| Bk Amsdorf \| \| \| \| von Vitzenburg \| \| \| \| \| Weida \| \| \| \| 26,743 \| Röblingen am See früher Oberröblingen am See \| 97 m \| \| \| \| Anschluss Zuckerfabrik Erdeborn \| \| \| \| 29,120 \| Erdeborn \| 110 m \| \| \| 30,990 \| Bk Erdeborn \| Bk Erdeborn \| \| \| 34,50 \| Bk Helfta (ehem. Bf) \| 150 m \| \| \| \| zur Halde Hermann-Schacht \| \| \| \| 37,747 \| Lutherstadt Eisleben \| 171 m \| \| \| \| Anschluss Krug-/Karl-Liebknecht-Hütte \| \| \| \| 41,517 \| Wolferode (mit Bk) \| 202 m \| \| \| 44,400 \| Bk Wimmelburg \| Bk Wimmelburg \| \| \| \| von Berlin \| \| \| \| 46,690 \| Blankenheim (Kr Sgh) Bez. Trennungsbf \| 260 m \| \| \| \| Blankenheimer Tunnel (875 m) \| 262 m \| \| \| 48,368 \| Blankenheim (Kr Sgh) Bez. Kreis \| 259 m \| \| \| 49,850 \| Bk Klosterrode \| Bk Klosterrode \| \| \| 52,650 \| Riestedt \| 218 m \| \| \| 54,920 \| Bk Steinberg \| Bk Steinberg \| \| \| 57,010 \| Bk Gonna \| Bk Gonna \| \| \| \| Gonna \| \| \| \| 59,211 \| Sangerhausen \| 158 m \| \| \| \| nach Erfurt Hbf \| \| \| \| 62,770 \| Bk Pfeiffersheim \| Bk Pfeiffersheim \| \| \| 65,880 \| Wallhausen (Helme) (mit Bk) \| 147 m \| \| \| \| Bundesautobahn 38 \| \| \| \| 71,576 \| Bennungen (mit Bk) \| 152 m \| \| \| 75,580 \| Roßla \| 153 m \| \| \| 79,350 \| Berga-Kelbra (Keilbahnhof) \| Berga-Kelbra (Keilbahnhof) \| \| \| \| nach Stolberg (Harz) \| \| \| \| \| Thyra \| \| \| \| \| nach Artern \| \| \| \| \| (Neutrassierung) \| \| \| \| \| Landesgrenze Sachsen-Anhalt / Thüringen \| \| \| \| 84,40 \| Aumühle \| Aumühle \| \| \| 84,583 \| Görsbach \| 160 m \| \| \| \| \| \| \| \| \| Zorge \| \| \| \| 89,444 \| Heringen (Helme) \| 166 m \| \| \| 93,620 \| Bk Bielen \| Bk Bielen \| \| \| \| Bundesautobahn 38 \| \| \| \| 97,070 \| Nordhausen \| 183 m \| \| \| \| nach Northeim \| \| \| \| \| Helmetalbahn (nie in Betrieb) \| \| \| \| \| Helme \| \| \| \| \| Bundesautobahn 38 \| \| \| \| \| Helmetalbahn (nie in Betrieb) \| \| \| \| 101,820 \| Bk Werther \| Bk Werther \| \| \| 101,838 \| Werther früher Großwerther \| 202 m \| \| \| 105,295 \| Wolkramshausen \| 228 m \| \| \| \| nach Erfurt Hbf \| \| \| \| 108,631 \| Nohra (Wipper) \| 217 m \| \| \| \| Bundesautobahn 38 \| \| \| \| 111,523 \| Wipperdorf früher Pustleben (mit Bk) \| 220 m \| \| \| 115,405 \| Bleicherode Ost \| 226 m \| \| \| \| nach Herzberg (Harz) \| \| \| \| \| Bode \| \| \| \| \| Bundesautobahn 38 \| \| \| \| 118,864 \| Gebra (Hainleite) früher Niedergebra (ehem. Bf) \| 236 m \| \| \| 123,940 \| Sollstedt \| 261 m \| \| \| 127,550 \| Bernterode \| 266 m \| \| \| \| Anschluss Kaliwerk Bernterode \| \| \| \| 130,369 \| Abzw Bernterode West \| Abzw Bernterode West \| \| \| \| nach Deuna Zementwerk Werkbahnhof \| \| \| \| \| Wipper \| \| \| \| 132,859 \| Gernrode-Niederorschel früher Niederorschel \| Gernrode-Niederorschel früher Niederorschel \| \| \| 135,550 \| Hausen \| 314 m \| \| \| \| von Gotha \| \| \| \| 139,365 \| Leinefelde \| 340 m \| \| \| \| nach Wulften \| \| \| \| 143,258 \| Beuren \| 323 m \| \| \| 146,390 \| Wingerode \| 305 m \| \| \| 148,663 \| Bodenrode \| 295 m \| \| \| \| von Schwebda \| \| \| \| \| Leine (3 ×) \| \| \| \| 155,140 \| Heilbad Heiligenstadt früher Heiligenstadt (Eichsfeld) \| 248 m \| \| \| 159,744 \| Uder \| Uder \| \| \| \| Leine \| \| \| \| 166,990 \| Arenshausen \| 210 m \| \| \| \| nach Friedland (Han) bis 1884 \| \| \| \| \| Bundesstraße 80 \| \| \| \| \| Landesgrenze Thüringen / Niedersachsen \| \| \| \| 169,10 \| Eichenberg Ostkopf (Abzw) \| Eichenberg Ostkopf (Abzw) \| \| \| \| Verbindungskurve nach Eichenberg Nordkopf \| \| \| \| 169,20 \| Landesgrenze Niedersachsen / Hessen \| Landesgrenze Niedersachsen / Hessen \| \| \| \| von Göttingen \| \| \| \| 170,590 \| Eichenberg[1] \| 231 m \| \| \| \| nach Bebra \| \| \| \| \| nach Velmeden \| \| \| \| 172,50 \| Eichenberg Eschenwiese (Üst) \| Eichenberg Eschenwiese (Üst) \| \| \| \| Bundesstraße 80 \| \| \| \| \| Bundesstraße 27, Bundesstraße 80 \| \| \| \| 175,739 \| Witzenhausen Nord \| 184 m \| \| \| 181,384 \| Gertenbach \| 147 m \| \| \| \| Landesgrenze Hessen / Niedersachsen \| \| \| \| 185,045 \| Hedemünden \| 142 m \| \| \| 188,00 \| Werra \| Werra \| \| \| \| Laubach (Werra) \| \| \| \| 188,850 \| Bk Laubach (Werra) \| Bk Laubach (Werra) \| \| \| 189,00 \| Bundesautobahn 7 (Werratalbrücke) \| Bundesautobahn 7 (Werratalbrücke) \| \| \| 189,10 \| Werratalbrücke, SFS Göttingen–Kassel \| Werratalbrücke, SFS Göttingen–Kassel \| \| \| \| von Göttingen \| \| \| \| 193,538 \| Hann Münden \| 140 m \| \| \| \| nach Kassel \| \| \| \| \| \| \| \| Quellen: [2][3] \| \| \| \| |                                                                                 |                                                        |                                                       |
| Strecke |                                                                                 | von Berlin                                             | von Berlin                                            |
| Abzweig geradeaus und von links |                                                                                 | von Cottbus                                            | von Cottbus                                           |
| Abzweig geradeaus und von rechts |                                                                                 | von Magdeburg                                          | von Magdeburg                                         |
| Abzweig geradeaus und von rechts |                                                                                 | von Halberstadt                                        | von Halberstadt                                       |
| Abzweig geradeaus und von rechts |                                                                                 | von Halle-Trotha (S-Bahn)                              | von Halle-Trotha (S-Bahn)                             |
| Bahnhof | 0,080                                                                           | Halle (Saale) Hbf                                      | 106 m                                                 |
| Abzweig geradeaus und ehemals nach rechts |                                                                                 | Hafenbahn Halle (Verbindung zur HHE)                   | Hafenbahn Halle (Verbindung zur HHE)                  |
| Abzweig geradeaus und nach links |                                                                                 | nach Leipzig Messe Süd                                 | nach Leipzig Messe Süd                                |
| Abzweig geradeaus und von links |                                                                                 | von Halle (Saale) Gbf                                  | von Halle (Saale) Gbf                                 |
| Blockstelle | 3,691                                                                           | Abzw Halle Kasseler Bahn                               | Abzw Halle Kasseler Bahn                              |
| Abzweig geradeaus und nach links |                                                                                 | nach Bebra                                             | nach Bebra                                            |
| Haltepunkt / Haltestelle | 4,030                                                                           | Halle-Rosengarten                                      | Halle-Rosengarten                                     |
| Blockstelle | 4,7330,163                                                                      | Abzw Halle-Wörmlitz                                    | Abzw Halle-Wörmlitz                                   |
| Strecke von links · Abzweig geradeaus und nach rechts |                                                                                 | Beginn S-Bahn-Strecke 6051                             | Beginn S-Bahn-Strecke 6051                            |
| Haltepunkt / Haltestelle · Strecke | 0,546                                                                           | Halle-Silberhöhe (S-Bahn) früher Halle Brühlstraße     | Halle-Silberhöhe (S-Bahn) früher Halle Brühlstraße    |
| Strecke · Abzweig geradeaus und von links |                                                                                 | Strecke 6354 von Halle-Ammendorf                       | Strecke 6354 von Halle-Ammendorf                      |
| Strecke · Blockstelle | 5,564                                                                           | Abzw Halle-Wörmlitz West                               | Abzw Halle-Wörmlitz West                              |
| Bahnhof · Strecke | 1,688                                                                           | Halle-Südstadt                                         | Halle-Südstadt                                        |
| Strecke nach links · Abzweig geradeaus und von rechts |                                                                                 | Ende S-Bahn-Strecke 6051                               | Ende S-Bahn-Strecke 6051                              |
| Blockstelle | 3,1807,680                                                                      | Abzw Halle Saalebrücke bis 2021 Halle Südstadt Bft Sa  | Abzw Halle Saalebrücke bis 2021 Halle Südstadt Bft Sa |
| Brücke über Wasserlauf | 8,80                                                                            | Eisenbahnbrücke Wörmlitz (264 m, über Saale)           | 85 m                                                  |
| Blockstelle | 9,10                                                                            | Bft Angersdorf Ost bis 2021 Angersdorf Abzw Awo        | Bft Angersdorf Ost bis 2021 Angersdorf Abzw Awo       |
| Brücke über Wasserlauf | 9,80                                                                            | Angersdorf (267 m, über Passendorfer Wiesen)           | Angersdorf (267 m, über Passendorfer Wiesen)          |
| Abzweig geradeaus und nach rechts |                                                                                 | S-Bahn-Strecke 6355 nach Halle-Nietleben               | S-Bahn-Strecke 6355 nach Halle-Nietleben              |
| Kreuzung geradeaus oben (Querstrecke außer Betrieb) |                                                                                 | Strecke 6356 Halle-Nietleben–Merseburg Hbf             | Strecke 6356 Halle-Nietleben–Merseburg Hbf            |
| Bahnhof | 9,873                                                                           | Angersdorf früher Schlettau b Halle (Saale)            | Angersdorf früher Schlettau b Halle (Saale)           |
| Abzweig geradeaus und nach links |                                                                                 | Strecke 6389 nach Bad Lauchstädt                       | Strecke 6389 nach Bad Lauchstädt                      |
| Haltepunkt / Haltestelle | 12,780                                                                          | Zscherben (mit Bk)                                     | 110 m                                                 |
| Strecke mit Straßenbrücke |                                                                                 | Bundesautobahn 143                                     | Bundesautobahn 143                                    |
| ehemalige Blockstelle | 14,970                                                                          | Bk Eisdorf                                             | Bk Eisdorf                                            |
| Haltepunkt / Haltestelle | 15,883                                                                          | Teutschenthal Ost früher Eisdorf                       | 113 m                                                 |
| Abzweig geradeaus und ehemals von rechts |                                                                                 | von Salzmünde                                          | von Salzmünde                                         |
| Bahnhof | 18,275                                                                          | Teutschenthal                                          | 105 m                                                 |
| Haltepunkt / Haltestelle | 21,046                                                                          | Wansleben am See                                       | 101 m                                                 |
| Haltepunkt / Haltestelle | 23,015                                                                          | Amsdorf                                                | 94 m                                                  |
| ehemalige Blockstelle | 23,880                                                                          | Bk Amsdorf                                             | Bk Amsdorf                                            |
| Abzweig geradeaus, ehemals nach links und von links |                                                                                 | von Vitzenburg                                         | von Vitzenburg                                        |
| Brücke über Wasserlauf |                                                                                 | Weida                                                  | Weida                                                 |
| Bahnhof | 26,743                                                                          | Röblingen am See früher Oberröblingen am See           | 97 m                                                  |
| Abzweig geradeaus und ehemals nach rechts |                                                                                 | Anschluss Zuckerfabrik Erdeborn                        | Anschluss Zuckerfabrik Erdeborn                       |
| Haltepunkt / Haltestelle | 29,120                                                                          | Erdeborn                                               | 110 m                                                 |
| ehemalige Blockstelle | 30,990                                                                          | Bk Erdeborn                                            | Bk Erdeborn                                           |
| Blockstelle | 34,50                                                                           | Bk Helfta (ehem. Bf)                                   | 150 m                                                 |
| Abzweig geradeaus und ehemals nach rechts |                                                                                 | zur Halde Hermann-Schacht                              | zur Halde Hermann-Schacht                             |
| Bahnhof | 37,747                                                                          | Lutherstadt Eisleben                                   | 171 m                                                 |
| Abzweig geradeaus und ehemals nach rechts |                                                                                 | Anschluss Krug-/Karl-Liebknecht-Hütte                  | Anschluss Krug-/Karl-Liebknecht-Hütte                 |
| Haltepunkt / Haltestelle | 41,517                                                                          | Wolferode (mit Bk)                                     | 202 m                                                 |
| ehemalige Blockstelle | 44,400                                                                          | Bk Wimmelburg                                          | Bk Wimmelburg                                         |
| Abzweig geradeaus und von rechts |                                                                                 | von Berlin                                             | von Berlin                                            |
| Dienststation / Betriebs- oder Güterbahnhof | 46,690                                                                          | Blankenheim (Kr Sgh) Bez. Trennungsbf                  | 260 m                                                 |
| Tunnel |                                                                                 | Blankenheimer Tunnel (875 m)                           | 262 m                                                 |
| Bahnhof | 48,368                                                                          | Blankenheim (Kr Sgh) Bez. Kreis                        | 259 m                                                 |
| ehemalige Blockstelle | 49,850                                                                          | Bk Klosterrode                                         | Bk Klosterrode                                        |
| Bahnhof | 52,650                                                                          | Riestedt                                               | 218 m                                                 |
| Blockstelle | 54,920                                                                          | Bk Steinberg                                           | Bk Steinberg                                          |
| ehemalige Blockstelle | 57,010                                                                          | Bk Gonna                                               | Bk Gonna                                              |
| Brücke über Wasserlauf |                                                                                 | Gonna                                                  | Gonna                                                 |
| Bahnhof | 59,211                                                                          | Sangerhausen                                           | 158 m                                                 |
| Abzweig geradeaus und nach links |                                                                                 | nach Erfurt Hbf                                        | nach Erfurt Hbf                                       |
| ehemalige Blockstelle | 62,770                                                                          | Bk Pfeiffersheim                                       | Bk Pfeiffersheim                                      |
| Haltepunkt / Haltestelle | 65,880                                                                          | Wallhausen (Helme) (mit Bk)                            | 147 m                                                 |
| Strecke mit Straßenbrücke |                                                                                 | Bundesautobahn 38                                      | Bundesautobahn 38                                     |
| Haltepunkt / Haltestelle | 71,576                                                                          | Bennungen (mit Bk)                                     | 152 m                                                 |
| Bahnhof | 75,580                                                                          | Roßla                                                  | 153 m                                                 |
| Bahnhof | 79,350                                                                          | Berga-Kelbra (Keilbahnhof)                             | Berga-Kelbra (Keilbahnhof)                            |
| Abzweig geradeaus und nach rechts |                                                                                 | nach Stolberg (Harz)                                   | nach Stolberg (Harz)                                  |
| Brücke über Wasserlauf |                                                                                 | Thyra                                                  | Thyra                                                 |
| Abzweig geradeaus und ehemals nach links |                                                                                 | nach Artern                                            | nach Artern                                           |
| Strecke von links · Abzweig ehemals geradeaus und nach rechts |                                                                                 | (Neutrassierung)                                       | (Neutrassierung)                                      |
| Grenze · Grenze (Strecke außer Betrieb) |                                                                                 | Landesgrenze Sachsen-Anhalt / Thüringen                | Landesgrenze Sachsen-Anhalt / Thüringen               |
| Strecke · Haltepunkt / Haltestelle (Strecke außer Betrieb) | 84,40                                                                           | Aumühle                                                | Aumühle                                               |
| Haltepunkt / Haltestelle · Strecke (außer Betrieb) | 84,583                                                                          | Görsbach                                               | 160 m                                                 |
| Strecke nach links · Abzweig ehemals geradeaus und von rechts |                                                                                 |                                                        |                                                       |
| Brücke über Wasserlauf |                                                                                 | Zorge                                                  | Zorge                                                 |
| Bahnhof | 89,444                                                                          | Heringen (Helme)                                       | 166 m                                                 |
| ehemalige Blockstelle | 93,620                                                                          | Bk Bielen                                              | Bk Bielen                                             |
| Strecke mit Straßenbrücke |                                                                                 | Bundesautobahn 38                                      | Bundesautobahn 38                                     |
| Bahnhof | 97,070                                                                          | Nordhausen                                             | 183 m                                                 |
| Abzweig geradeaus und nach rechts |                                                                                 | nach Northeim                                          | nach Northeim                                         |
| Abzweig geradeaus und ehemals nach links |                                                                                 | Helmetalbahn (nie in Betrieb)                          | Helmetalbahn (nie in Betrieb)                         |
| Brücke über Wasserlauf |                                                                                 | Helme                                                  | Helme                                                 |
| Strecke mit Straßenbrücke |                                                                                 | Bundesautobahn 38                                      | Bundesautobahn 38                                     |
| Kreuzung geradeaus unten (Querstrecke außer Betrieb) |                                                                                 | Helmetalbahn (nie in Betrieb)                          | Helmetalbahn (nie in Betrieb)                         |
| ehemalige Blockstelle | 101,820                                                                         | Bk Werther                                             | Bk Werther                                            |
| Haltepunkt / Haltestelle | 101,838                                                                         | Werther früher Großwerther                             | 202 m                                                 |
| Bahnhof | 105,295                                                                         | Wolkramshausen                                         | 228 m                                                 |
| Abzweig geradeaus und nach links |                                                                                 | nach Erfurt Hbf                                        | nach Erfurt Hbf                                       |
| Haltepunkt / Haltestelle | 108,631                                                                         | Nohra (Wipper)                                         | 217 m                                                 |
| Strecke mit Straßenbrücke |                                                                                 | Bundesautobahn 38                                      | Bundesautobahn 38                                     |
| Haltepunkt / Haltestelle | 111,523                                                                         | Wipperdorf früher Pustleben (mit Bk)                   | 220 m                                                 |
| Bahnhof | 115,405                                                                         | Bleicherode Ost                                        | 226 m                                                 |
| Abzweig geradeaus und ehemals nach rechts |                                                                                 | nach Herzberg (Harz)                                   | nach Herzberg (Harz)                                  |
| Brücke über Wasserlauf |                                                                                 | Bode                                                   | Bode                                                  |
| Strecke mit Straßenbrücke |                                                                                 | Bundesautobahn 38                                      | Bundesautobahn 38                                     |
| Haltepunkt / Haltestelle | 118,864                                                                         | Gebra (Hainleite) früher Niedergebra (ehem. Bf)        | 236 m                                                 |
| Bahnhof | 123,940                                                                         | Sollstedt                                              | 261 m                                                 |
| Bahnhof | 127,550                                                                         | Bernterode                                             | 266 m                                                 |
| Abzweig geradeaus und ehemals nach rechts |                                                                                 | Anschluss Kaliwerk Bernterode                          | Anschluss Kaliwerk Bernterode                         |
| Blockstelle | 130,369                                                                         | Abzw Bernterode West                                   | Abzw Bernterode West                                  |
| Abzweig geradeaus und nach links |                                                                                 | nach Deuna Zementwerk Werkbahnhof                      | nach Deuna Zementwerk Werkbahnhof                     |
| Brücke über Wasserlauf |                                                                                 | Wipper                                                 | Wipper                                                |
| Haltepunkt / Haltestelle | 132,859                                                                         | Gernrode-Niederorschel früher Niederorschel            | Gernrode-Niederorschel früher Niederorschel           |
| Haltepunkt / Haltestelle | 135,550                                                                         | Hausen                                                 | 314 m                                                 |
| Abzweig geradeaus und von links |                                                                                 | von Gotha                                              | von Gotha                                             |
| Bahnhof | 139,365                                                                         | Leinefelde                                             | 340 m                                                 |
| Abzweig geradeaus und ehemals nach rechts |                                                                                 | nach Wulften                                           | nach Wulften                                          |
| Haltepunkt / Haltestelle | 143,258                                                                         | Beuren                                                 | 323 m                                                 |
| Haltepunkt / Haltestelle | 146,390                                                                         | Wingerode                                              | 305 m                                                 |
| Haltepunkt / Haltestelle | 148,663                                                                         | Bodenrode                                              | 295 m                                                 |
| Abzweig geradeaus und ehemals von links |                                                                                 | von Schwebda                                           | von Schwebda                                          |
| Brücke über Wasserlauf |                                                                                 | Leine (3 ×)                                            | Leine (3 ×)                                           |
| Bahnhof | 155,140                                                                         | Heilbad Heiligenstadt früher Heiligenstadt (Eichsfeld) | 248 m                                                 |
| Haltepunkt / Haltestelle | 159,744                                                                         | Uder                                                   | Uder                                                  |
| Brücke über Wasserlauf |                                                                                 | Leine                                                  | Leine                                                 |
| Haltepunkt / Haltestelle | 166,990                                                                         | Arenshausen                                            | 210 m                                                 |
| Abzweig geradeaus und ehemals nach rechts |                                                                                 | nach Friedland (Han) bis 1884                          | nach Friedland (Han) bis 1884                         |
| Brücke |                                                                                 | Bundesstraße 80                                        | Bundesstraße 80                                       |
| Grenze |                                                                                 | Landesgrenze Thüringen / Niedersachsen                 | Landesgrenze Thüringen / Niedersachsen                |
| Blockstelle | 169,10                                                                          | Eichenberg Ostkopf (Abzw)                              | Eichenberg Ostkopf (Abzw)                             |
| Abzweig geradeaus und nach rechts |                                                                                 | Verbindungskurve nach Eichenberg Nordkopf              | Verbindungskurve nach Eichenberg Nordkopf             |
| Grenze | 169,20                                                                          | Landesgrenze Niedersachsen / Hessen                    | Landesgrenze Niedersachsen / Hessen                   |
| Abzweig geradeaus und von rechts |                                                                                 | von Göttingen                                          | von Göttingen                                         |
| Bahnhof | 170,590                                                                         | Eichenberg                                             | 231 m                                                 |
| Abzweig geradeaus und nach links |                                                                                 | nach Bebra                                             | nach Bebra                                            |
| Abzweig geradeaus und ehemals nach links |                                                                                 | nach Velmeden                                          | nach Velmeden                                         |
| Überleitstelle / Spurwechsel | 172,50                                                                          | Eichenberg Eschenwiese (Üst)                           | Eichenberg Eschenwiese (Üst)                          |
| Strecke mit Straßenbrücke |                                                                                 | Bundesstraße 80                                        | Bundesstraße 80                                       |
| Brücke |                                                                                 | Bundesstraße 27, Bundesstraße 80                       | Bundesstraße 27, Bundesstraße 80                      |
| Bahnhof | 175,739                                                                         | Witzenhausen Nord                                      | 184 m                                                 |
| Haltepunkt / Haltestelle | 181,384                                                                         | Gertenbach                                             | 147 m                                                 |
| Grenze |                                                                                 | Landesgrenze Hessen / Niedersachsen                    | Landesgrenze Hessen / Niedersachsen                   |
| Bahnhof | 185,045                                                                         | Hedemünden                                             | 142 m                                                 |
| Brücke über Wasserlauf | 188,00                                                                          | Werra                                                  | Werra                                                 |
| ehemaliger Haltepunkt / Haltestelle |                                                                                 | Laubach (Werra)                                        | Laubach (Werra)                                       |
| ehemalige Blockstelle | 188,850                                                                         | Bk Laubach (Werra)                                     | Bk Laubach (Werra)                                    |
| Strecke mit Straßenbrücke | 189,00                                                                          | Bundesautobahn 7 (Werratalbrücke)                      | Bundesautobahn 7 (Werratalbrücke)                     |
| Kreuzung geradeaus unten | 189,10                                                                          | Werratalbrücke, SFS Göttingen–Kassel                   | Werratalbrücke, SFS Göttingen–Kassel                  |
| Abzweig geradeaus und ehemals von rechts |                                                                                 | von Göttingen                                          | von Göttingen                                         |
| Bahnhof | 193,538                                                                         | Hann Münden                                            | 140 m                                                 |
| Strecke |                                                                                 | nach Kassel                                            | nach Kassel                                           |
| |                                                                                 |                                                        |                                                       |
| Quellen: |                                                                                 |                                                        |                                                       |

Die Bahnstrecke Halle–Hann. Münden ist eine zweigleisige, elektrifizierte Hauptbahn in Sachsen-Anhalt, Thüringen, Hessen und Niedersachsen. Sie verläuft von Halle (Saale) über Sangerhausen, Nordhausen, Leinefelde und Eichenberg nach Hann. Münden.
Von dort führt der südliche Teil der Hannöverschen Südbahn weiter nach Kassel. Daher wird die Strecke auch Halle-Kasseler Bahn genannt.

## Verlauf

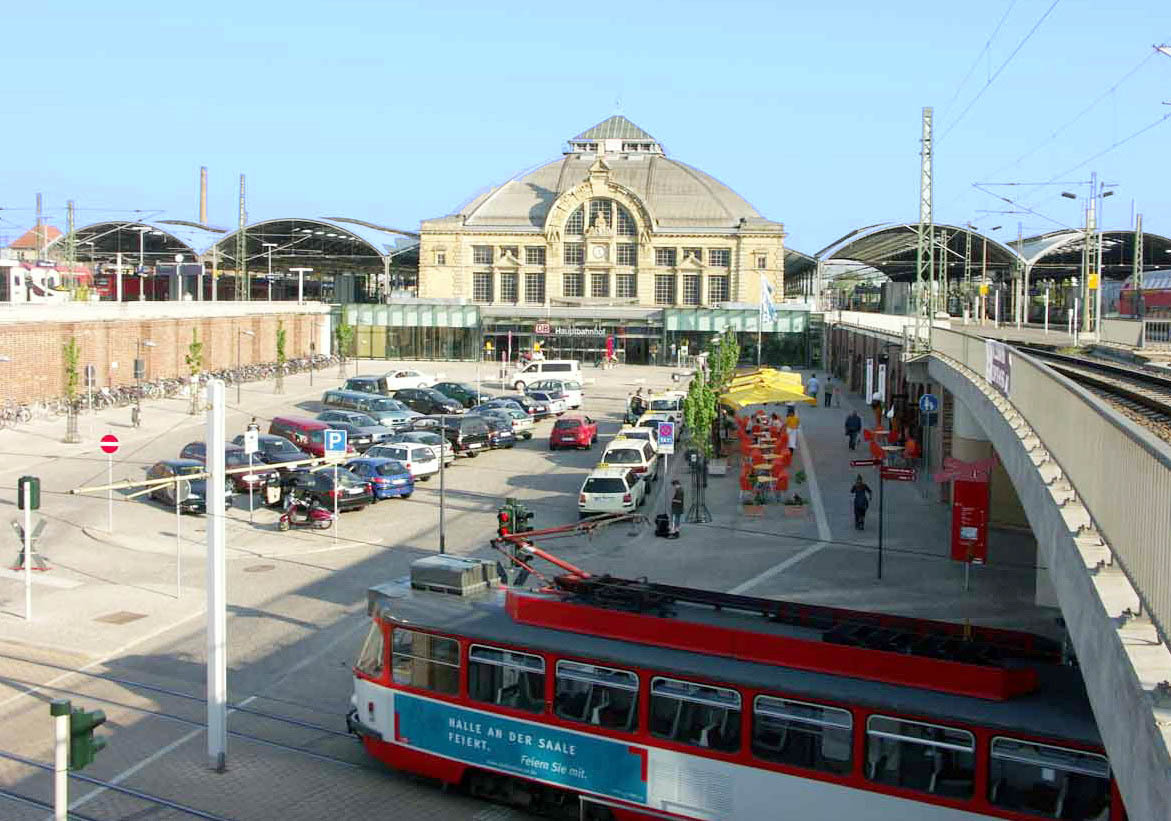
Hauptbahnhof Halle, die Züge von und nach Sangerhausen–Kassel fahren auf der Westseite (rechts) ab

Die Bahnstrecke steigt von Halle kommend über Lutherstadt Eisleben in das Mansfelder Land hinauf. Bei Blankenheim liegt der einzige Tunnel der Strecke. Von dort aus senkt sich der Verkehrsweg wieder, bis er bei Sangerhausen die Goldene Aue erreicht, eine Ebene zwischen Harz und Kyffhäuser. An deren Westende erreicht die Bahnstrecke das thüringische Nordhausen. Von hier aus steigt sie wieder an, berührt Bleicherode und durchquert über Leinefelde und Heilbad Heiligenstadt das Eichsfeld. Sie wechselt bei Eichenberg vom Tal der Leine in das der Werra und folgt ihr bis Hann. Münden in Niedersachsen.
Bis zur Elektrifizierung wurden Güterzüge auf den Anstiegen auf beiden Seiten des Blankenheimer Tunnels (Blankenheimer Rampe oder Riestedter Rampe) nachgeschoben. Dazu waren im Bahnbetriebswerk Röblingen am See 120 Jahre lang Lokomotiven stationiert.

## Geschichte

### Planung und Eröffnung
Bereits bei Planung der Thüringer Bahn war 1838 eine Variante über Nordhausen diskutiert worden, die sich nicht gegen die Trasse über Erfurt durchsetzen konnte. Trotz erheblichen Druckes aus der Region schlossen der Staat Preußen und die Magdeburg-Köthen-Halle-Leipziger Eisenbahn-Gesellschaft erst 1862 einen Vertrag, der eine Strecke von Halle nach Heiligenstadt vorsah.
Zwar war Kassel Ziel, der weitere Verlauf blieb aber noch umstritten, zumal die günstige Trasse durch Werra- und Fuldatal über das Königreich Hannover führte. Preußen war an einer Direktverbindung nach Kassel interessiert, die unabhängig von der Thüringischen Eisenbahn-Gesellschaft war.
Im Januar 1863 wurde formal die Konzession erteilt, kurz darauf begannen die Bauarbeiten. Am 1. September 1865 wurde der Verkehr von Halle über Eisleben bis Sangerhausen aufgenommen, am 10. Juli 1866 bis Nordhausen und am 9. Juli 1867 über Leinefelde und Heiligenstadt bis Arenshausen. Nach der Annexion des Königreichs Hannover infolge des Krieges von 1866 versuchte Preußen der Bahngesellschaft einen Verlauf über Großalmerode, Helsa und Kaufungen vorzuschreiben, um den Kaufunger Wald mit seinen Glashütten und Bergwerken zu erschließen. Das hätte eine aufwendige und steigungsreiche Trasse erfordert.

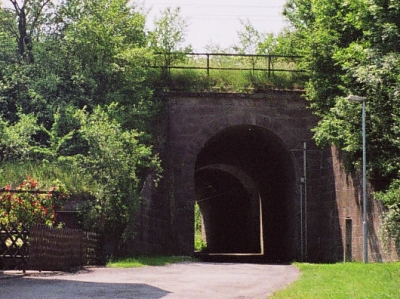
Bei Arenshausen unterquert ein Feldweg beide Bahntrassen. Vorne ging es 1867 bis 1884 nach Friedland, hinten seit 1872 (mit Unterbrechung nach dem Zweiten Weltkrieg) nach Eichenberg.

Die Bahngesellschaft sträubte sich und baute zuerst nur den ohnehin vorgesehenen Anschluss über Friedland (Han) nach Göttingen (1. August 1867 eröffnet), von wo aus über die Hannöversche Südbahn bereits eine – zwar etwas längere als die vorgesehene – Verbindung nach Kassel bestand. Die übrigen Arbeiten wurden verzögert.
1869 hatte sich die Bahngesellschaft durchgesetzt, Arenshausen wurde über Eichenberg, Witzenhausen-Nord (oberhalb der Stadt und auf der anderen Werraseite) und Hedemünden mit Hann. Münden verbunden. Von dort bis Kassel wurde die bestehende Hannöversche Südbahn zweigleisig ausgebaut. Am 13. März 1872 waren die Arbeiten beendet.

### Entwicklung bis 1945

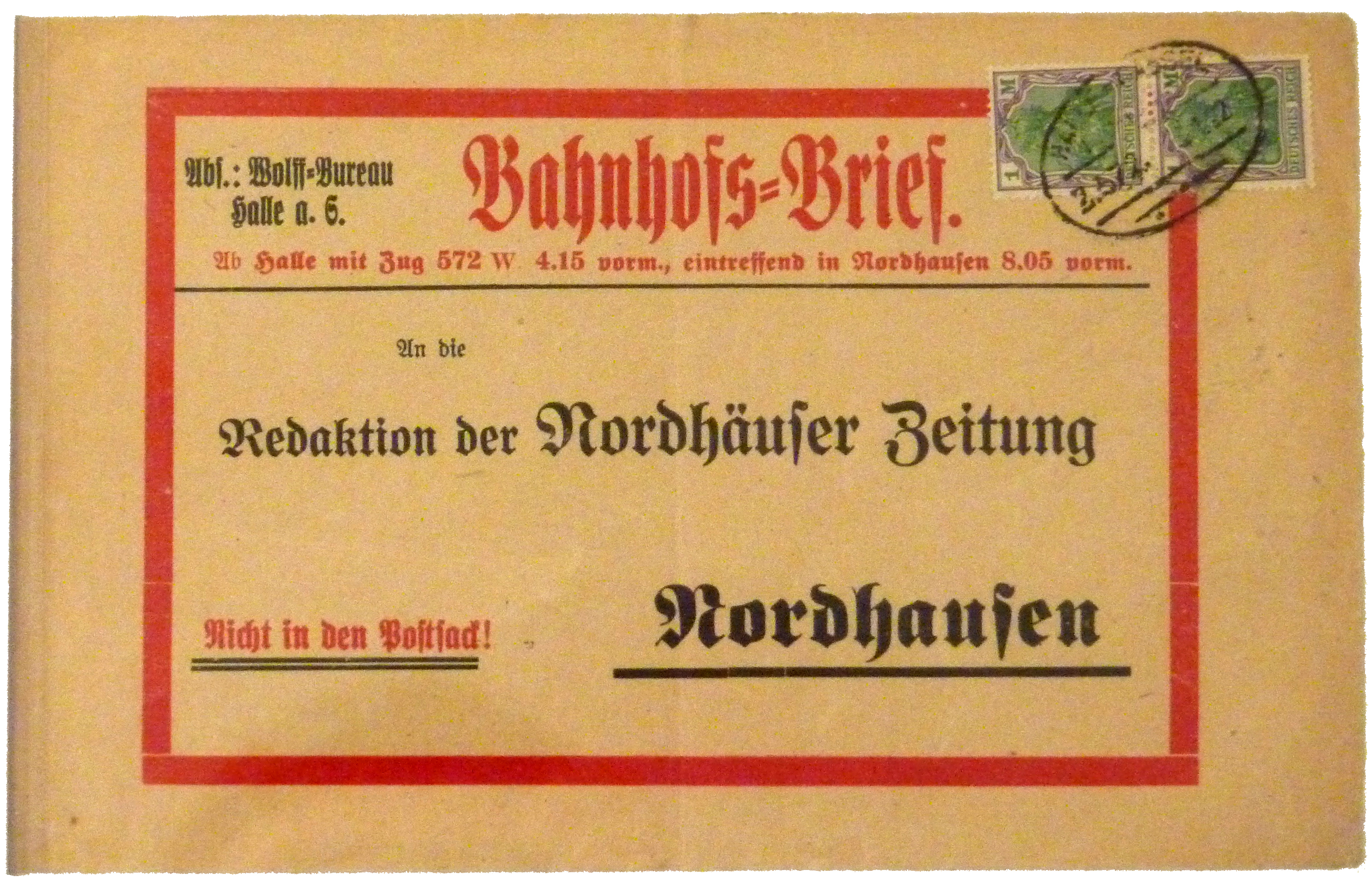
Bahnhofsbrief von Halle nach Nordhausen an die Redaktion der Nordhäuser Zeitung. Bahnpoststempel von der Strecke: Halle–Kassel

Der Verkehr entwickelte sich schnell. Schon nach wenigen Jahren wurden mehrere Anschlussstrecken in Betrieb genommen, so 1869 die Südharzstrecke Nordhausen–Northeim und Wolkramshausen–Erfurt (Nordhausen-Erfurter Eisenbahn) und 1870 die Bahnstrecke Gotha–Leinefelde. Ab 1876 wurde in Eichenberg die Bahnstrecke Göttingen–Bebra, Teil der späteren Nord-Süd-Strecke, von Friedland nach Eschwege–Bebra gequert.
Am 1. Juni 1876 wurde die Strecke verstaatlicht, auch um sie in das Projekt der Kanonenbahn einzubinden. Diese strategische Bahn benutzte die Bahnstrecke Halle–Hann. Münden zwischen Blankenheim bei Sangerhausen und Leinefelde. Dazu wurde 1879 die Berlin-Blankenheimer Eisenbahn aus (Berlin/Magdeburg–Güsten–) Hettstedt östlich des Blankenheimer Tunnels angeschlossen. Ebenfalls noch 1879 wurde diese mit einer Verbindung Sangerhausen–Erfurt ergänzt. Ab Leinefelde wurde die Strecke Richtung Gotha für die Kanonenbahn benutzt. Der Ausbau der Bahnstrecke Halle–Hann. Münden war nicht nur militärisch motiviert, sondern auch ein Druckmittel für die Verstaatlichung der Thüringer Bahn (1882/86).
Im Jahr 1883 kam es am Tunnel Blankenheim zu einer Zugtrennung bei einem Güterzug. Mehrere Wagen entrollten im Gefälle zurück in Richtung Halle. Die Wagen kamen bei Amsdorf vor einer Steigung zum Stehen, ohne dass es zu einem Unfall kam.
Bereits 1884 wurde die Verbindung Arenshausen–Friedland wieder aufgegeben. Diese Trasse ist heute noch als verbuschter Damm erkennbar.
Zusammen mit Südharzstrecke, Sollingbahn und der Bahnstrecke Ottbergen–Langeland stieg die Strecke Nordhausen–Halle zu einer der wichtigsten Ost-West-Güterstrecken auf; ein etwas geringerer Verkehr lief von Magdeburg und Halle über Nordhausen und Kassel nach Frankfurt. Im Personenverkehr fuhren beispielsweise auf dem Abschnitt Leinefelde–Eichenberg im Sommer 1939 werktags vier Schnellzugpaare, fünf Eilzugpaare und zehn Personenzugpaare.
Nordwestlich von Nordhausen nahe der Südharzstrecke wurde 1943 das Konzentrationslager Dora-Mittelbau eingerichtet, zu dem ausgedehnte unterirdische Waffenfabriken gehörten. Um den Durchgangsverkehr aus diesem Bereich herauszuhalten, wurde begonnen, eine Verbindung der Südharzstrecke bei Osterhagen mit der Bahnstrecke Halle–Hann. Münden zwischen Nordhausen und Werther zu bauen. Der Bau dieser „Helmetalbahn“ kostete mehreren hundert Zwangsarbeitern das Leben. Fertiggestellt wurde sie nicht mehr, ihr Verlauf wurde ab 1945 von der innerdeutschen Grenze gequert. Dämme und Brückenreste sind noch heute zu sehen.
In den letzten Jahren des Zweiten Weltkriegs war die Strecke mit Rüstungs- und Militärtransporten, aber auch mit Häftlingszügen überlastet. Reparaturen fanden kaum noch statt. Der Hauptbahnhof in Halle wurde am 31. März 1945 schwer beschädigt. Deutsche Truppen sprengten Anfang April auf dem Rückzug die Werrabrücke. Am 7. April wurde im Bahnhof Sangerhausen ein Munitionszug getroffen, der daraufhin explodierte. Zehn Tage später war der gesamte Bereich der Strecke amerikanisch besetzt.
Schon im Mai 1945 wurde der Verkehr abschnittsweise wiederaufgenommen.

### Trennung 1945
Nach der Aufteilung Deutschlands in Besatzungszonen wurde die Bahn zwischen Arenshausen und Eichenberg unterbrochen. Der letzte Zug über die spätere Innerdeutsche Grenze fuhr am 24. Juli 1945, als die US-Truppen Thüringen an die Sowjetarmee übergaben. Bei den folgenden durch die Sowjetarmee überwachten Demontagen kam es am 16. April 1946 bei Eisleben durch den Eingriff von sowjetischen Soldaten in den Eisenbahnbetrieb zu einem schweren Eisenbahnunfall. 24 Menschen starben und zahlreiche weitere wurden verletzt.
In den Folgejahren wurden Vertriebene, entlassene Kriegsgefangene und andere „Displaced Persons“ mit der Bahn nach Arenshausen gefahren, von dort mussten sie zu Fuß nach Friedland in das dortige Grenzdurchgangslager gehen. Bis 1952 gab es Bemühungen, die Strecke wieder zu eröffnen. Stattdessen wurde die Grenze immer undurchlässiger. Ab 1952 lag der Bahnhof Arenshausen in der „Sperrzone“, die Züge fuhren zwar bis Arenshausen, durften aber nur mit Sondergenehmigung benutzt werden. Die Gleise über die Grenze von Arenshausen bis Eichenberg wurden abgebaut.

### Wiederaufbau und weiterer Ausbau in der DDR
Bis 1947 wurde das zweite Gleis als Reparation für die Sowjetunion abgebaut. Der Abschnitt Halle (Saale) Hbf–Sangerhausen wurde als erstes bis 1954 wieder zweigleisig aufgebaut.
Aufgrund des Baues der Talsperre Kelbra an der Helme wurde 1965 ein Teil der Strecke neu trassiert.
Ende der 1960er erfolgten Ausbauarbeiten im Raum Halle. Für den Chemiearbeiter- und Güterverkehr in Richtung Buna Werke wurde unter teilweiser Nutzung von vorhandenen Trassierungen die Strecke Merseburg–Halle Nietleben gebaut, die die Strecke Halle–Hann. Münden am Ostkopf des Bahnhofs Angersdorf niveaufrei kreuzt. Für die Einführung des S-Bahn-Betriebes zwischen Halle und Halle Neustadt und als Ersatz für den stillgelegten Abschnitt Halle (Saale) Klaustor – Halle-Nietleben der Strecke Halle–Hettstedt entstand der Verbindungsbogen Abzw Ago (Angersdorf Ost)–Halle-Nietleben (spätere Streckennummer [6]355). Zusätzlich baute die DR unter Nutzung des Planums der schon in den 1930ern stillgelegten Strecke Angersdorf–Bad Lauchstädt einen Verbindungsbogen vom Westkopf des Bahnhofs Angersdorf nach Holleben. Sämtliche Strecken wurden in der Folge elektrifiziert. Der elektrische Betrieb zwischen Halle (Saale) Hbf und Halle-Nietleben wurde am 29. Oktober 1969 aufgenommen. In diesem Zusammenhang wurde auch der Bahnhof Angersdorf mit Fahrleitungsanlagen ausgerüstet. Damit konnten zur Entlastung des Knotens Halle hier Güterzüge umgespannt werden. Der letzte elektrifizierte Abschnitt Angersdorf–Holleben ging am 1. Januar 1972 in Betrieb. Im Rahmen der Einrichtung der Halleschen S-Bahn wurde an der Brücke über die Merseburger Straße der Haltepunkt Halle Rosengarten gebaut. Er erhielt zwei Seitenbahnsteige aus Betonfertigteilen, die auch bei der benachbarten S-Bahn Leipzig verwendet wurden.
In den 1970ern wurden im Süden von Halle die Neubaugebiete Silberhöhe und Südstadt errichtet. Um die im Raum Halle ohnehin hochbelastete Strecke nicht zusätzlich durch haltende S-Bahn-Züge zu belasten, wurde für die Anlage von zwei zusätzlichen Zugangsstellen 1978 und 1979 die parallele, eingleisige S-Bahn-Strecke Abzw Halle Wörmlitz – Abzw Halle Südstadt Sa gebaut. An ihr liegen der Haltepunkt Silberhöhe und der Bahnhof Halle Südstadt mit Kreuzungsmöglichkeit. Das Planum dieser S-Bahn-Strecke wurde für zweigleisigen Betrieb vorbereitet, der Bahnsteig des Haltepunktes Halle-Silberhöhe ist ein Inselbahnsteig mit einer vorbereiteten Bahnsteigkante auf der Nordseite und einem niveaufreien Zugang. Das zweite Gleis wurde jedoch abgesehen vom Kreuzungsgleis in Halle Südstadt nicht eingebaut. Der Bahnhof Halle Südstadt erhielt ein Gleisbildstellwerk, das auch die Abzweigstelle Sa mitbedient. Der Bau eines zusätzlichen Saalebrückenzuges war nicht möglich. Ersatzweise erhielt der Abschnitt Abzw Sa–Angersdorf zweimal eingleisigen Streckenblock. Die S-Bahn-Züge verkehren seitdem auf dem nördlichen Gleis, Züge auf der Stammstrecke befahren im Konfliktfall in beiden Richtungen das Südliche.
Der Abbau von Kali und die neugegründete Zementindustrie bei Deuna führten bis 1979 zum zweigleisigen Ausbau bis Sollstedt, der Güterverkehr nahm immer weiter zu. 1986 wurde die Elektrifizierung von Halle bis Leinefelde beschlossen, welche im Januar 1989 begann und 1993 abgeschlossen wurde.

### Wiederaufbau und weiterer Ausbau in der Bundesrepublik
Die Brücke über die Werra bei Hedemünden und die der Hannöverschen Südbahn über die Fulda bei Ihringshausen waren zerstört, konnten aber bereits im August 1945 wieder eingleisig befahren werden; ab 1949 waren die Strecken wieder durchgehend zweigleisig. Außerdem ist seit dem 25. September 1964 der westliche Teil der Verbindung Halle–Hann. Münden elektrifiziert. Dabei wurde der Bahnhof Eichenberg umgebaut und die „Hallesche Ausfahrt“ unbefahrbar.
Bis zur Eröffnung der über Kassel führenden Schnellfahrstrecke Hannover–Würzburg war der Westteil der Bahnstrecke Halle–Hann. Münden Teil der Zubringergleise Kassel–Göttingen zum auf der Bahnstrecke Göttingen–Bebra stattfindenden Intercity-Verkehr.
Göttingen war Umsteigebahnhof, während die Intercity den direkten Weg ohne Halt in Eichenberg nahmen und Kassel via Bebra umfuhren.
Im Zusammenhang mit der Schnellfahrstrecke gab es Planungen, die Teile zwischen Eichenberg und Kassel auf eine eingleisige Regionalstrecke zu reduzieren.
Beim Bau der Schnellfahrstrecke wurde die Hannöversche Südbahn im Bereich Fuldatal-Ihringshausen und Vellmar verlegt, wobei kein Bahnhof mehr vorgesehen war. Die Gemeinde Fuldatal erreichte aber in einem jahrelangen Rechtsstreit mit der Bundesbahn die Wiedereröffnung ihrer Station.
Die Hannöversche Südbahn wurde zwischen Göttingen und Hann. Münden über Dransfeld in zwei Schritten zwischen 1980 und 1995 stillgelegt und schließlich abgebaut. Züge, die zwischen Göttingen und Kassel nicht die Schnellfahrstrecke nutzen, fahren seitdem ausschließlich über Eichenberg und nutzen auf einem kurzen Abschnitt die Strecke Halle–Hann. Münden.

### Verkehrsprojekt Deutsche Einheit

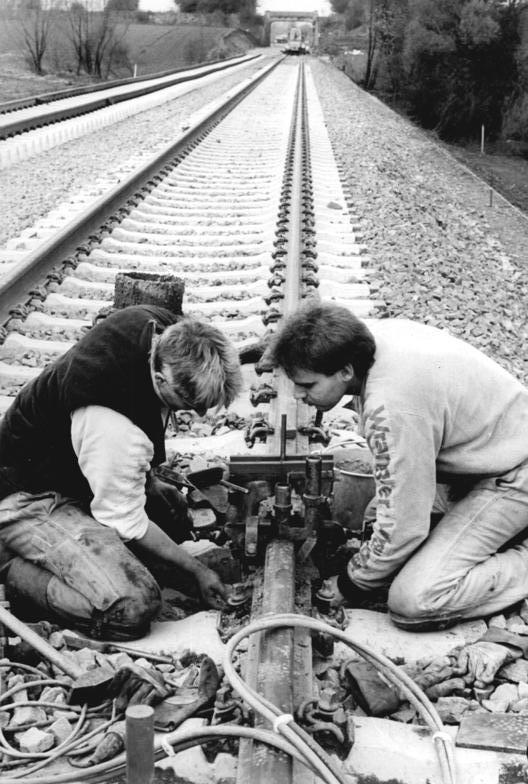
Wiederaufbau des Abschnitts Arenshausen–Eichenberg im April 1990

Ende November 1989 wurde die Schließung der 3,9 km langen Gleislücke zwischen Arenshausen und Eichenberg diskutiert und am 30. November der Planungsauftrag erteilt. Noch im Januar 1990 wurde eine Grenzübergangsstelle geplant. Wenige Wochen später waren dafür nur noch Container vorgesehen. Bereits im Januar 1990 begannen die Bauarbeiten. Dazu gehörte auch der Ausbau beider Bahnhöfe mit Bahnsteigen für überlange Züge (476 Meter in Eichenberg).
Der Wiederaufbau der Strecke war zunächst nur eingleisig vorgesehen, wobei zwischen den Verwaltungen vereinbart war, zunächst nur das rechte Gleis in Betrieb zu nehmen. Die DR hielt sich an die Vereinbarung, die DB baute jedoch das aus ihrer Sicht rechte und damit falsche Gleis auf. Der Irrtum fiel erst kurz vor dem Lückenschluss an der seinerzeitigen Staatsgrenze auf. Das Problem wurde gelöst, indem die DR kurzfristig auch das linke Gleis wieder aufbaute. Am 3. Mai war die Lücke geschlossen, am 26. Mai fuhr der erste Zug von Arenshausen nach Eichenberg. Der reguläre Betrieb wurde am 27. Mai 1990 aufgenommen, bis zum 30. Juni mit Pass- und Zollkontrollen.

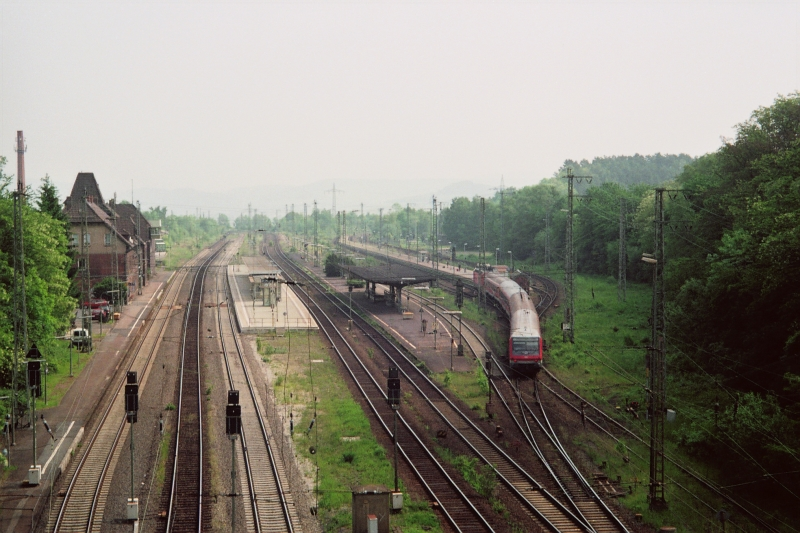
Der Bahnhof Eichenberg mit Regionalexpress nach Halle (2007). Nur die drei rechten Gleise führen nach Osten.

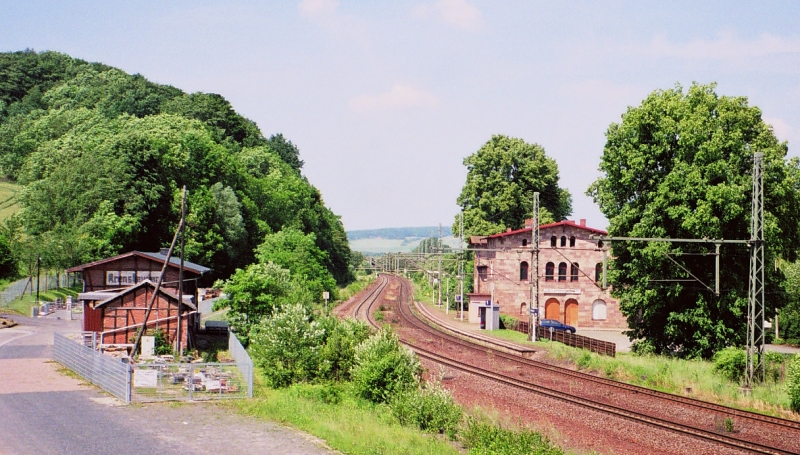
Der Bahnhof Arenshausen ist 2007 nur noch Haltepunkt, der Bahnsteig Richtung Heiligenstadt liegt weiter östlich. Für die Grenzkontrollen war ein viel längerer Bahnsteig angelegt worden, der noch als Grünstreifen zu erkennen ist.

In Eichenberg wurde der Bahnsteig der Halleschen Strecke östlich der bestehenden Anlage wieder errichtet. Die wiedereröffnete Verbindung wurde eingleisig und höhengleich in die südwestliche Ausfahrt eingebunden. Dadurch wurde die Leistungsfähigkeit der Strecke deutlich begrenzt. Aus Hann. Münden wird die Nord-Süd-Strecke kreuzungsfrei unterfahren, aus Leinefelde nach Hann. Münden wird entweder links gefahren oder das komplette Gleisfeld gequert.
1991 wurden die Verkehrsprojekte Deutsche Einheit beschlossen. Dazu gehörte, als Verkehrsprojekt Deutsche Einheit Nr. 6, der Ausbau von Eichenberg nach Halle.
Das 170 Kilometer lange Projekt (davon 86 km im Land Thüringen) sollte 1994 abgeschlossen werden. Die Strecke wurde bis 1994 für 268 Millionen € zweigleisig (bis auf Eichenberg) ausgebaut und elektrifiziert, zwischen Halle und Abzw. Bernterode West wurde im Rahmen des Projektes lediglich die im Januar 1989 begonnene Elektrifizierung fortgeführt und fertiggestellt.
Zwar erhielten die Bahnhöfe Leinefelde und Heilbad Heiligenstadt schon in der ersten Hälfte der 1990er elektronische Stellwerke der Bauform L90 von Alcatel SEL, doch kam es zu keiner durchgehenden Modernisierung der Sicherungstechnik. Mit der Umstellung des Knotens Halle (Saale) wurde auch der Abschnitt Halle (Saale) Hbf – Angersdorf mit elektronischen Stellwerken ausgerüstet, doch abgesehen von diesem und Leinefelde – Eichenberg bestehen auf der Gesamtstrecke bis heute keine weiteren mit Gleiswechselbetrieb.
Parallel dazu wurde für 1,4 Milliarden € die Südharzautobahn neu gebaut, die die Strecke zwischen Bleicherode und Wallhausen fünfmal überquert.
1998 wurde am Nordostende des Bahnhofs Eichenberg eine Verbindungskurve eröffnet, die Eichenberger Kurve, welche Direktfahrten zwischen Halle bzw. Erfurt und Göttingen ermöglicht.
Zum Fahrplanwechsel am 23. Mai 1993 wurde der elektrische Zugbetrieb auf der nunmehr mit bis zu 120 statt vormals 50 bis 80 km/h befahrbaren Strecke aufgenommen. Dabei wurde eine Interregio-Linie von Halle über Kassel nach Frankfurt eingeführt. Es wurden täglich 34 Fern-, 30 Nah- und 102 Güterzüge erwartet. Die Interregios über die Gesamtstrecke konnten sich nur zwei Jahre halten, ebenso nahmen die anfangs über Münden geführten Interregios von Hamburg nach Konstanz später den Weg über die Schnellfahrstrecke.
Im Jahr 2003 wurde eine Interconnex-Verbindung von Rostock über Berlin, Halle, Kassel und Köln nach Neuss angeboten, die sich aber nur wenige Monate halten konnte.
Im Rahmen eines Festaktes wurde zum Fahrplanwechsel am 9. Dezember 2007 der Bahnhof von Gernrode, der aufgrund von Verwechslungen mit Gernrode im Harz jahrzehntelang den Namen Niederorschel trug, in Bahnhof Gernrode-Niederorschel umbenannt.

### Weitere Planungen

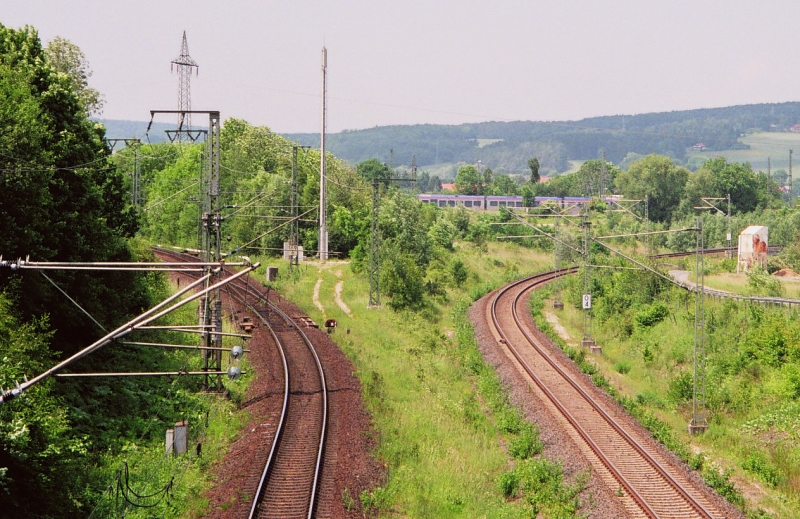
Gleisdreieck bei Eichenberg, Von Halle–Arenshausen aus geht es rechts nach Friedland und Göttingen sowie links nach Eichenberg und Kassel. Im Hintergrund ein Cantus-Triebwagen von Göttingen nach Fulda.

Auf der Strecke sollen 33 überwiegend mechanische Stellwerke durch 14 elektronische Stellwerke ersetzt werden, die dann von Röblingen am See und Nordhausen bedient werden sollen. Erste vorbereitende Arbeiten liefen 2024, die Inbetriebnahme der Stellwerke ist in zwei Stufen 2026 und 2027 geplant. Im selben Zeitraum wird auch der Bahnhof Lutherstadt Eisleben barrierefrei umgebaut. Die Kosten für alle Maßnahmen betragen voraussichtlich 625 Millionen Euro. Außerdem werden die Bahnhöfe Röblingen am See und Sangerhausen bis 2026 umgebaut, um Überholmöglichkeiten für 740 m lange Güterzüge zu schaffen.
Das Land Sachsen-Anhalt plante bis 2015 einen Ausbau des Abschnitts Halle–Nordhausen für eine Geschwindigkeit von 140 km/h, davon erhoffte es sich auch eine Stärkung des Güterverkehrs.

### Kurve Kassel
Im Bundesverkehrswegeplan 2030 ist nördlich von Kassel eine Verbindungsstrecke zwischen den Strecken Warburg–Kassel und Hannover–Kassel vorgesehen. Über diese Strecke sollen Güterzüge zwischen dem Ruhrgebiet und dem Raum Halle verkehren, ohne einen Richtungswechsel in Kassel vornehmen zu müssen.
Im März 2021 wurde für das Projekt die Vorzugsvariante festgelegt. Die eingleisige, mit Verbindungsgleisen 6,5 km lange Strecke soll zwischen Mönchehof und Ihringshausen verlaufen. Die Einbindung in Ihringshausen soll niveaufrei erfolgen. Vorgesehen sind insgesamt 2,4 km Tunnel und 0,3 km Brücken. Die Bauzeit soll fünf Jahre betragen.
Für das Projekt wurde ein Raumordnungsverfahren durchgeführt, das am 29. Januar 2024 abgeschlossen wurde. Dabei bestätigte das Regierungspräsidium Kassel die Variante 4B unter dem Vorbehalt der wasserrechtlichen Genehmigungsfähigkeit.

## Heutiger Betrieb

### Personenverkehr

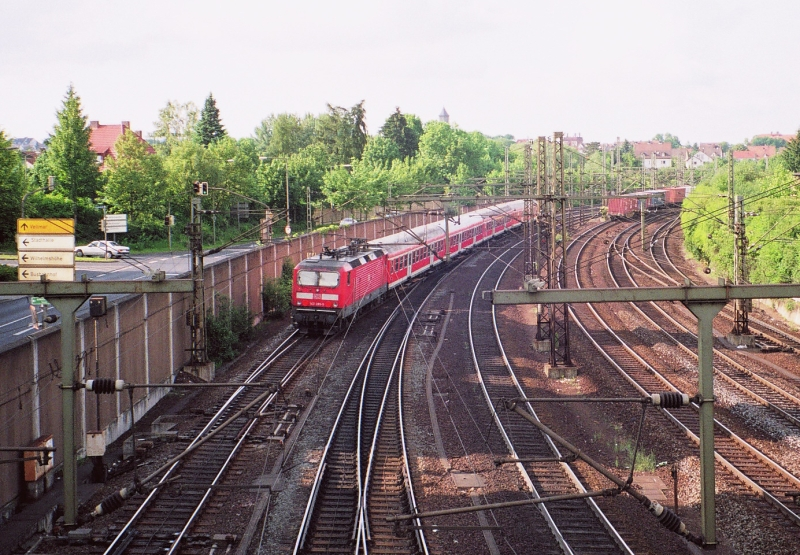
Regional-Express nach Halle verlässt Kassel-Wilhelmshöhe. Bis Ihringshausen wird die Schnellfahrstrecke (links) benutzt, bis Hann. Münden die Hannöversche Südbahn.

Die gesamte Strecke wurde im Fahrplan 2008 von einem Regional-Express Kassel–Halle im Zwei-Stunden-Takt befahren; alle weiteren Züge benutzen nur Teilstrecken. Es sind die Regional-Express-Linien Göttingen–Leinefelde–Gotha–Erfurt–Gera–Zwickau/Glauchau, Nordhausen–Erfurt und Magdeburg–Erfurt, die auch im Zweistundentakt verkehren. Hinzu kommt die Linie Kassel–Leinefelde–Erfurt, die seit 15. Dezember 2013 von DB Regio bedient wird (davor Erfurter Bahn). Bei allen Linien handelt es sich tariflich um Nahverkehr. Seit dem Fahrplanwechsel 2009 bis zum 14. Dezember 2014 verkehrte am Freitag für Wochenendfernpendler der Intercity Kyffhäuser von Frankfurt (Main) Hauptbahnhof über Halle (Saale) Hauptbahnhof nach Leipzig Hauptbahnhof und am Sonntag wieder zurück.
Ergänzt wird dieses Angebot durch Regionalbahnen. Ferner befährt in Halle die Linie S7 der S-Bahn Mitteldeutschland einen Teil der Strecke, die Saalebrücke wird gemeinsam genutzt. Die Verbindung Halle–Nordhausen wird um eine stündlich fahrende Regionalbahnlinie ergänzt, die bis 2015 in Erinnerung an die Bergbautradition der Region „Kupfer-Express“ genannt wurde und aus Lokomotiven der Baureihe 143 mit Doppelstockwagen gebildet war. Die Regionalbahn Nordhausen–Leinefelde verkehrt etwa stündlich, diese Züge werden alle zwei Stunden bis Heiligenstadt durchgebunden. Von Heiligenstadt bis Eichenberg fahren außerhalb des Berufs- und Schülerverkehrs nur die Regional-Express-Züge, von denen die Züge der Linie Erfurt–Kassel hier an allen Stationen halten. Eichenberg–Kassel wird um Triebwagen der Cantus Verkehrsgesellschaft auf der Linie aus Göttingen verstärkt. Diese fahren in Kassel zum Hauptbahnhof, alle anderen nach Wilhelmshöhe.
Im Dezember 2006 wurden bestimmte Verbindungen der Erfurter Bahn zwischen Kassel und Eichenberg aus dem Angebot gestrichen. Einige kehrten nach heftigen Protesten im April 2007 wieder in den Fahrplan zurück.
Seit 13. Dezember 2015 wird die Strecke von der Abellio Rail Mitteldeutschland bedient, die sich in einer europaweiten Ausschreibung des Landes Thüringen durchsetzen konnte. Gefahren wird mit Talent-2-Triebwagen der Baureihe 442.

### Güterverkehr
Auf der Gesamtstrecke herrscht der Güterverkehr vor. Damit hat sich die Arbeitsteilung wieder eingestellt, die schon vor 1945 auf den Ost-West-Hauptstrecken zwischen Harz und Thüringer Wald geherrscht hat; über Sangerhausen–Nordhausen (Bahnstrecke Halle–Hann. Münden) fährt der Güterverkehr, über Erfurt–Bebra (Bahnstrecke Halle–Bebra) der schnelle Personenverkehr. Einem weiteren Wachstum stehen die nicht kreuzungsfreie Einführung der Strecke in Eichenberg und der zur Weiterfahrt in Richtung Ruhrgebiet notwendige Fahrtrichtungswechsel in Kassel entgegen; letzterer soll mit der Kurve Kassel entfallen.

### Umleitungsstrecke

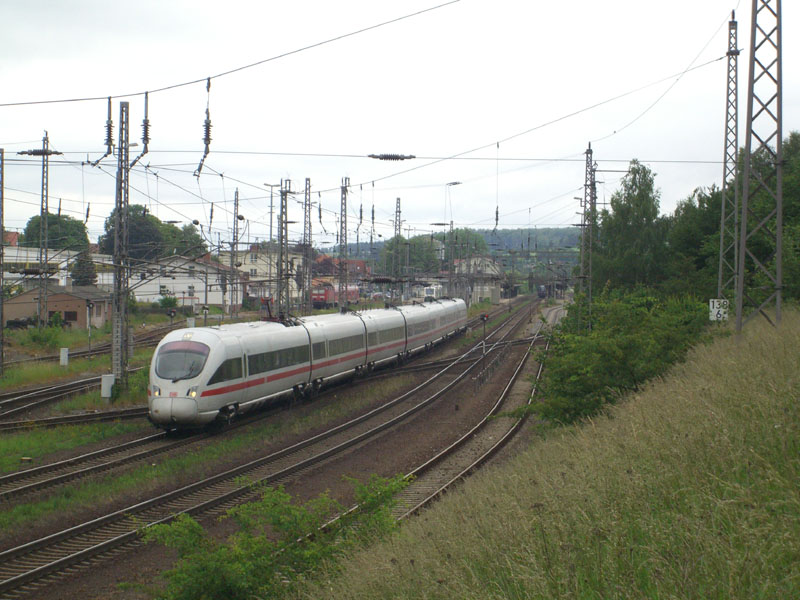
Umgeleiteter ICE nach Dresden durchfährt Leinefelde

Hin und wieder werden bei Betriebsstörungen auf der Bahnstrecke Halle–Bebra die Intercity-Express- und Intercity-Züge über die komplette Bahnstrecke oder Abschnitte umgeleitet. Zuletzt trat dies insbesondere im Zusammenhang mit Baumaßnahmen im Erfurter Hauptbahnhof auf.
Die Bahnstrecke Sangerhausen–Erfurt wurde Mitte der 1990er Jahre elektrifiziert, wodurch für die Bahnstrecke Halle–Bebra unter Teilbenutzung der Bahnstrecke Halle–Hann. Münden eine zusätzliche Umleitungsstrecke zwischen Halle und Erfurt entstand.

## Tarife
Der Abschnitt von Halle bis Teutschenthal gehört zum Mitteldeutschen Verkehrsverbund MDV, der von Eichenberg nach Kassel zum Nordhessischen Verkehrsverbund NVV.
Zwischen den niedersächsischen Orten wird ebenso der Tarif vom Verkehrsverbund Südniedersachsen angewandt, auch auf der Verbindung Hedemünden–Göttingen über Eichenberg in Hessen. Hier gelten außerdem das Niedersachsen- wie das Hessenticket von Witzenhausen über das niedersächsische Hann. Münden nach Kassel.
Fahrscheine der Deutschen Bahn sind auch in den Zügen von Cantus und Erfurter Bahn gültig.

## Bildergalerie

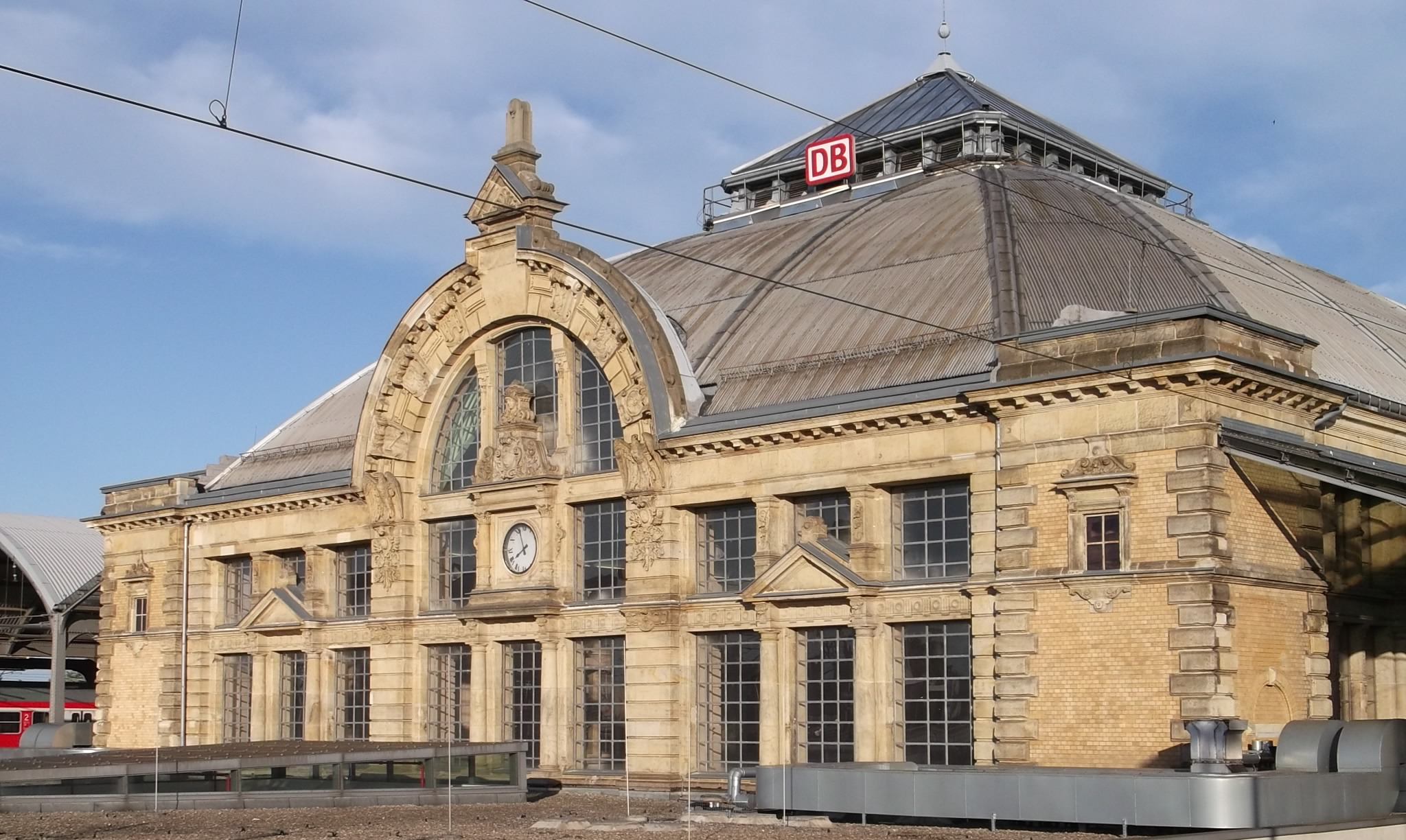
Halle (Saale) Hauptbahnhof
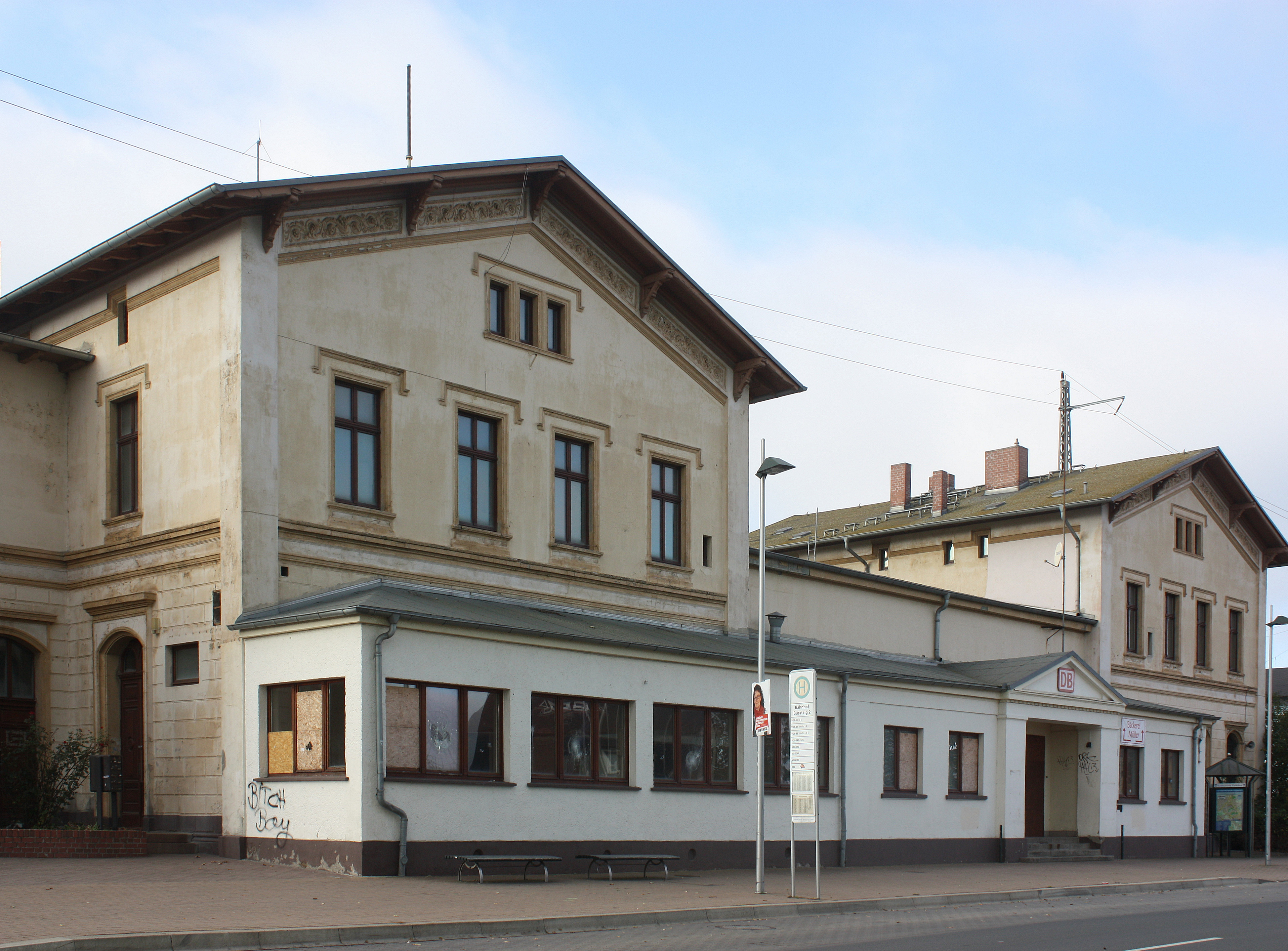
Bahnhof Eisleben
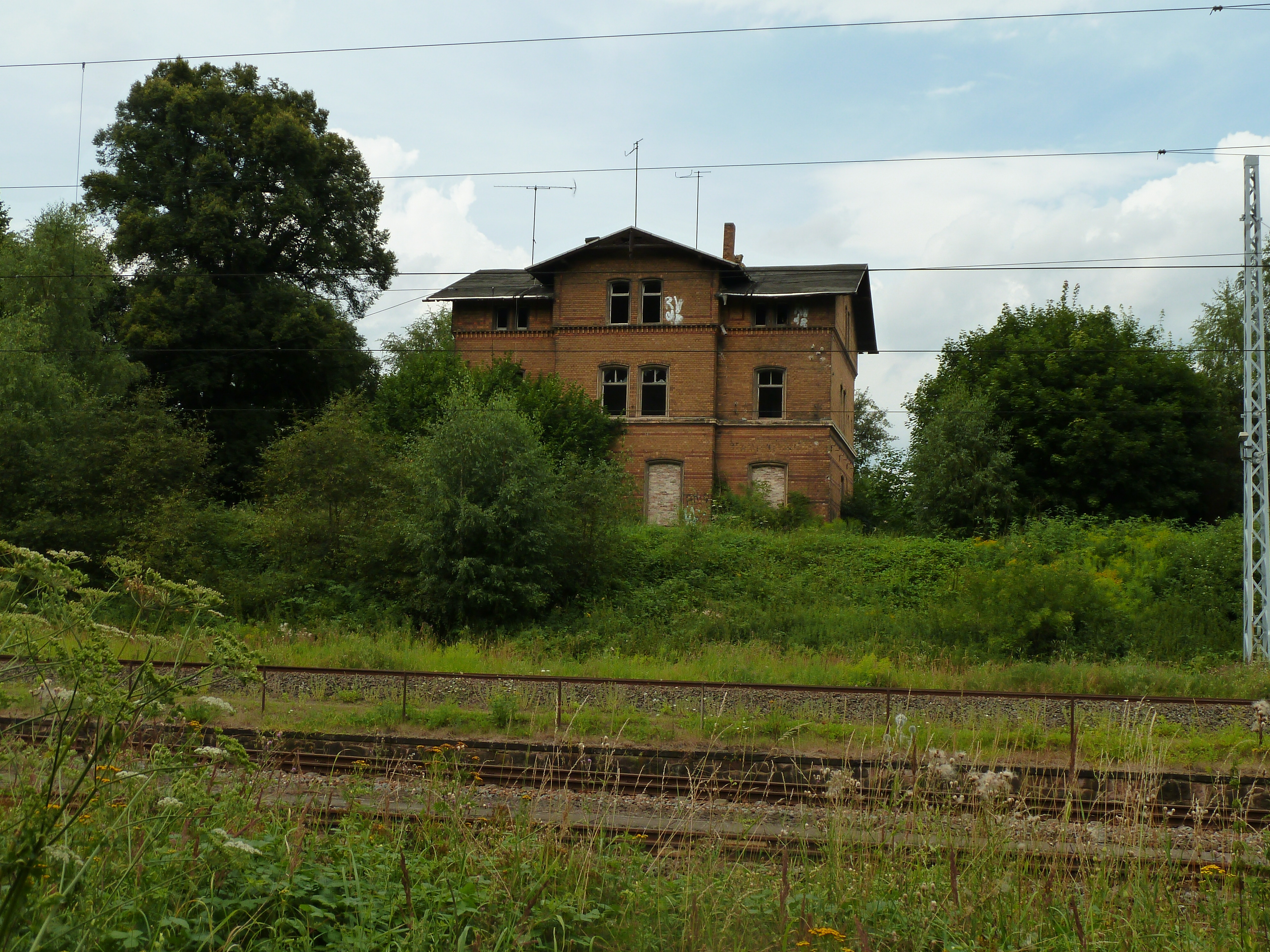
Blankenheim Trennungsbahnhof
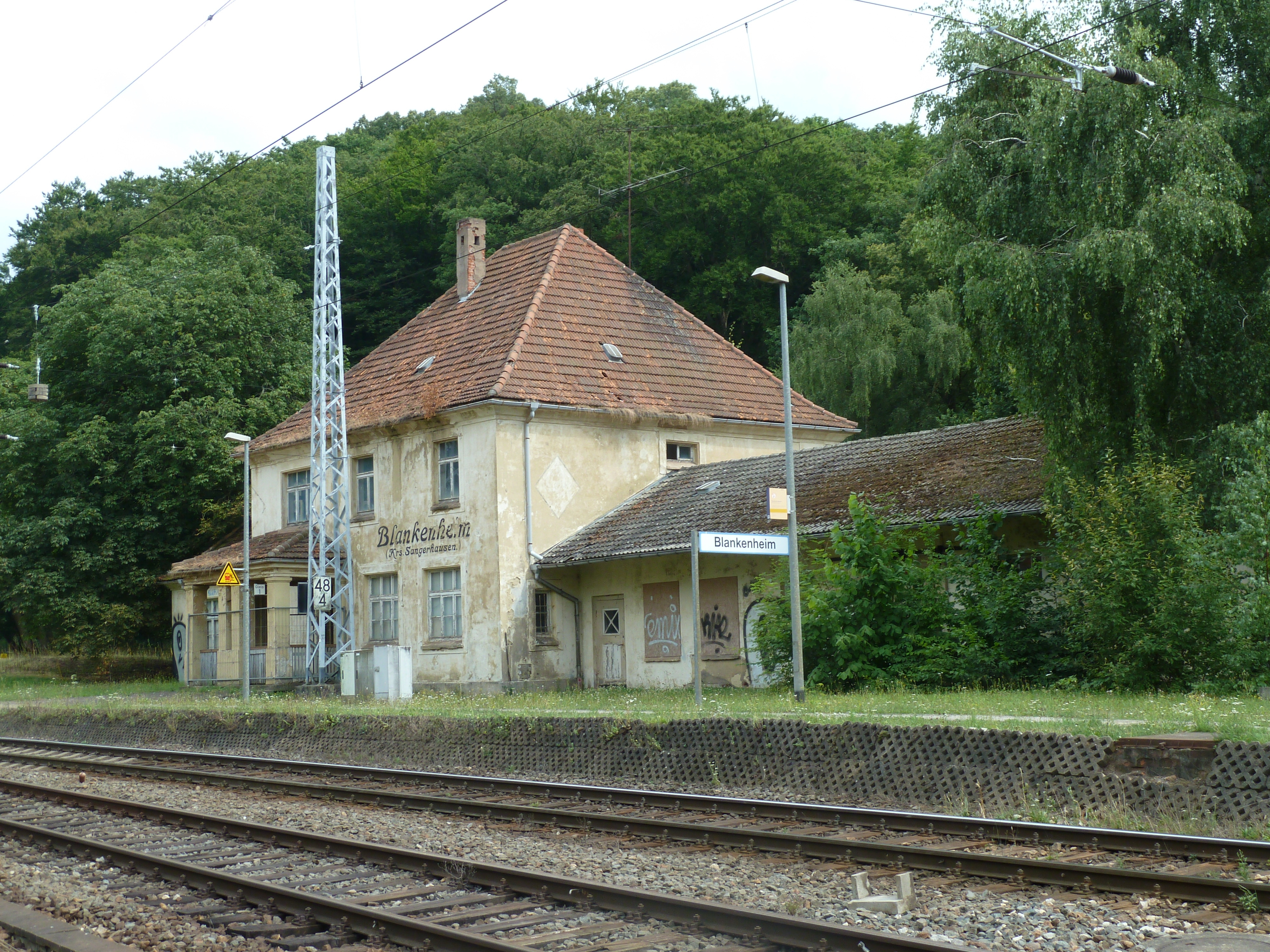
Bahnhof Blankenheim (Kr. Sangerhausen)
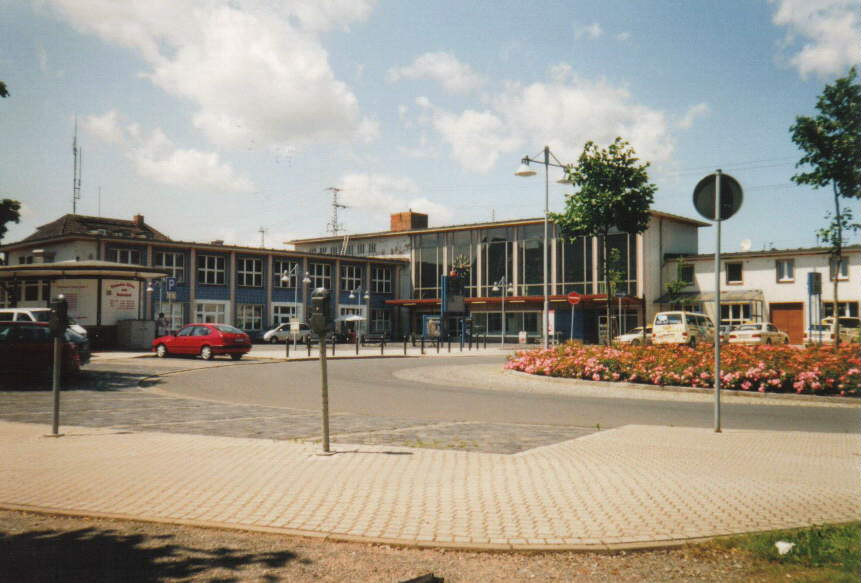
Bahnhof Sangerhausen
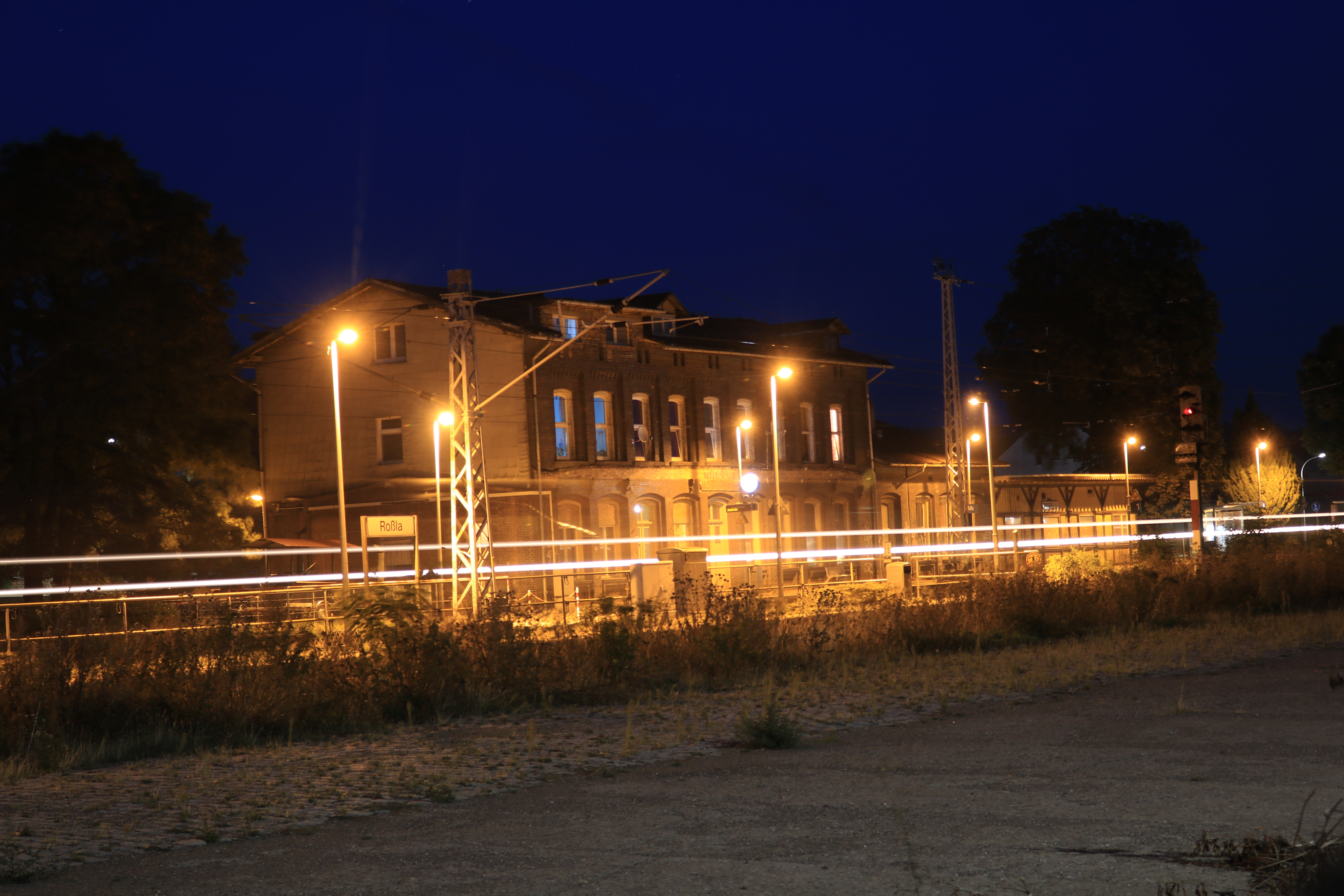
Bahnhof Roßla
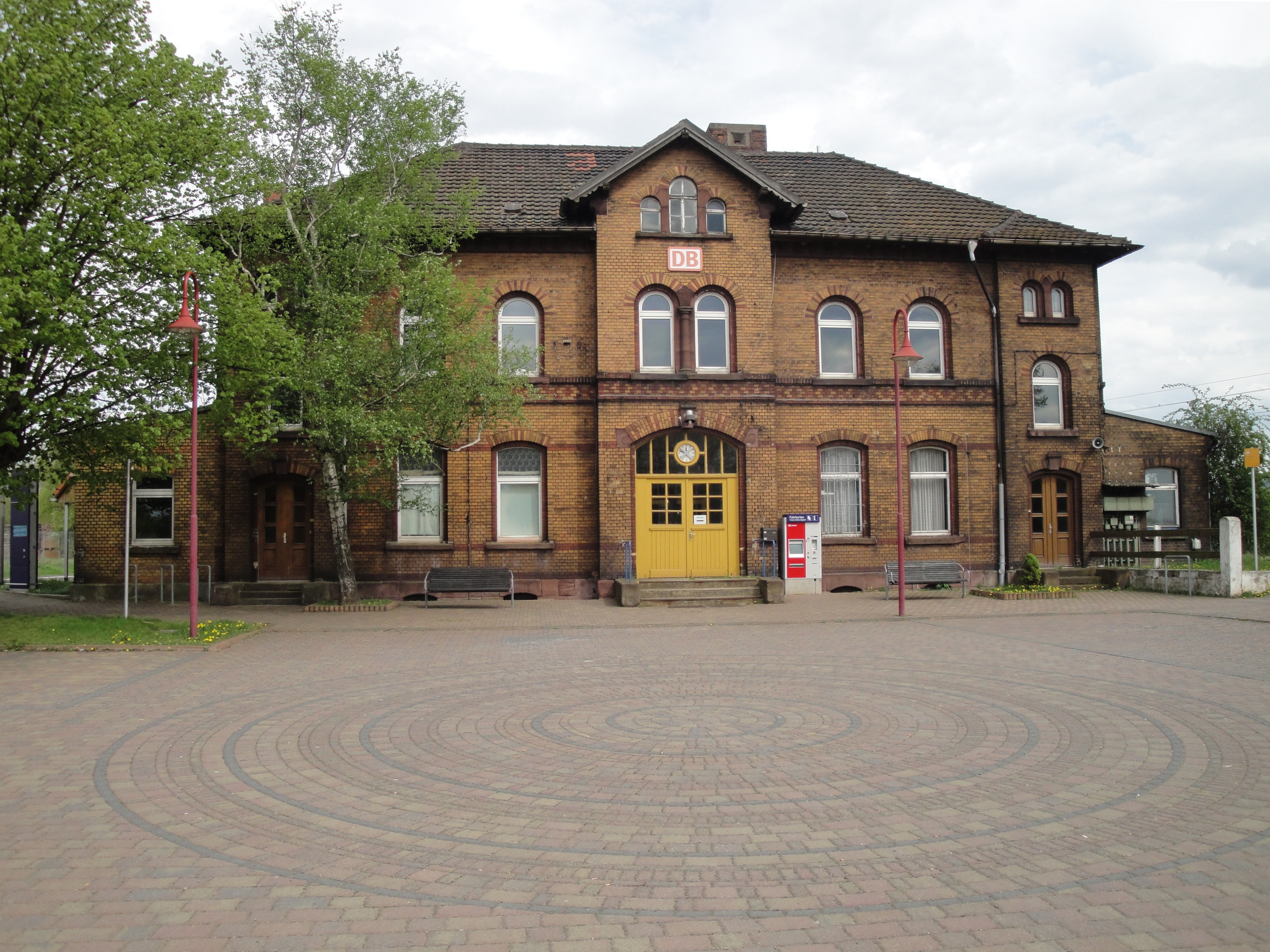
Bahnhof Berga-Kelbra
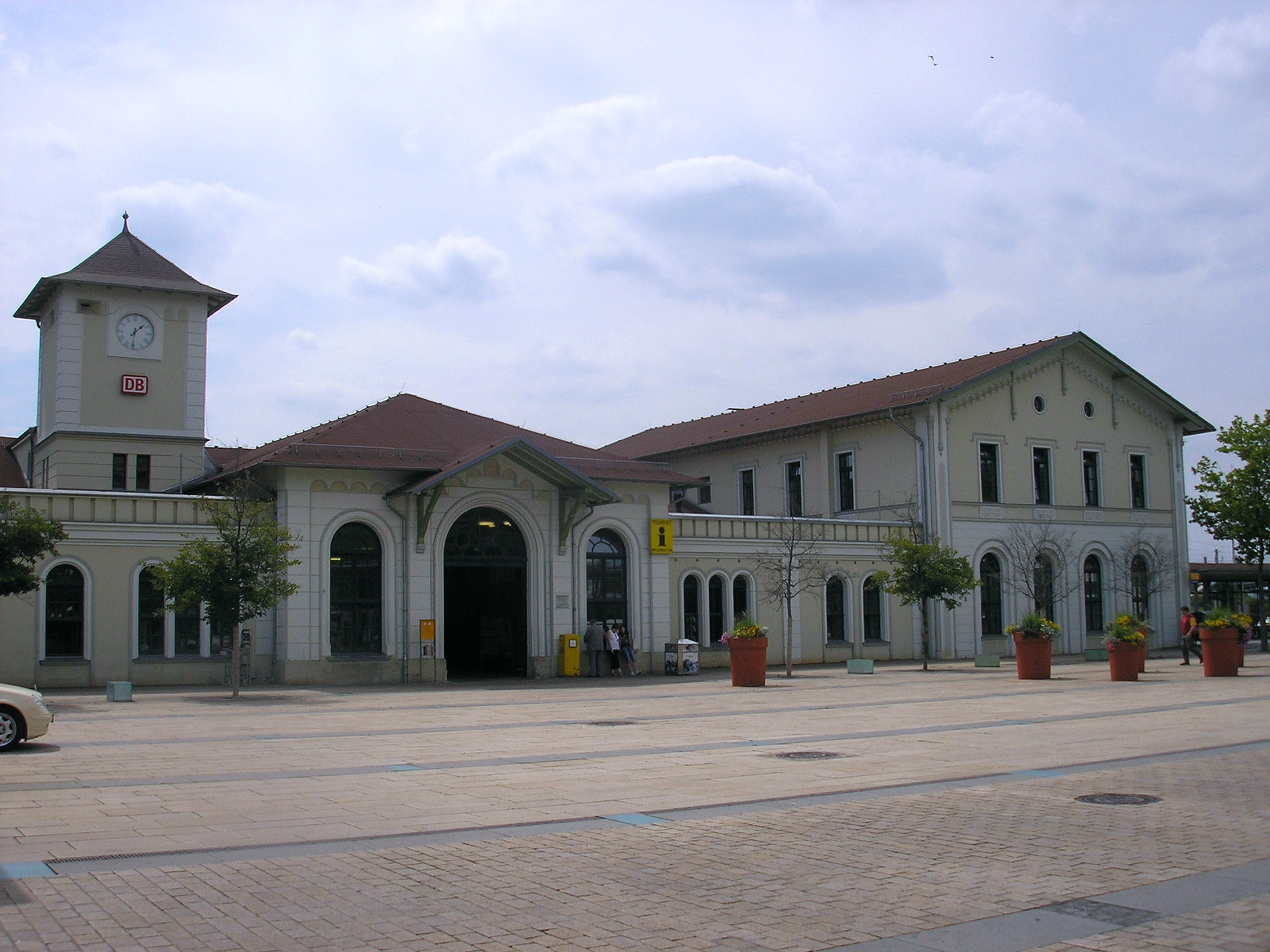
Bahnhof Nordhausen
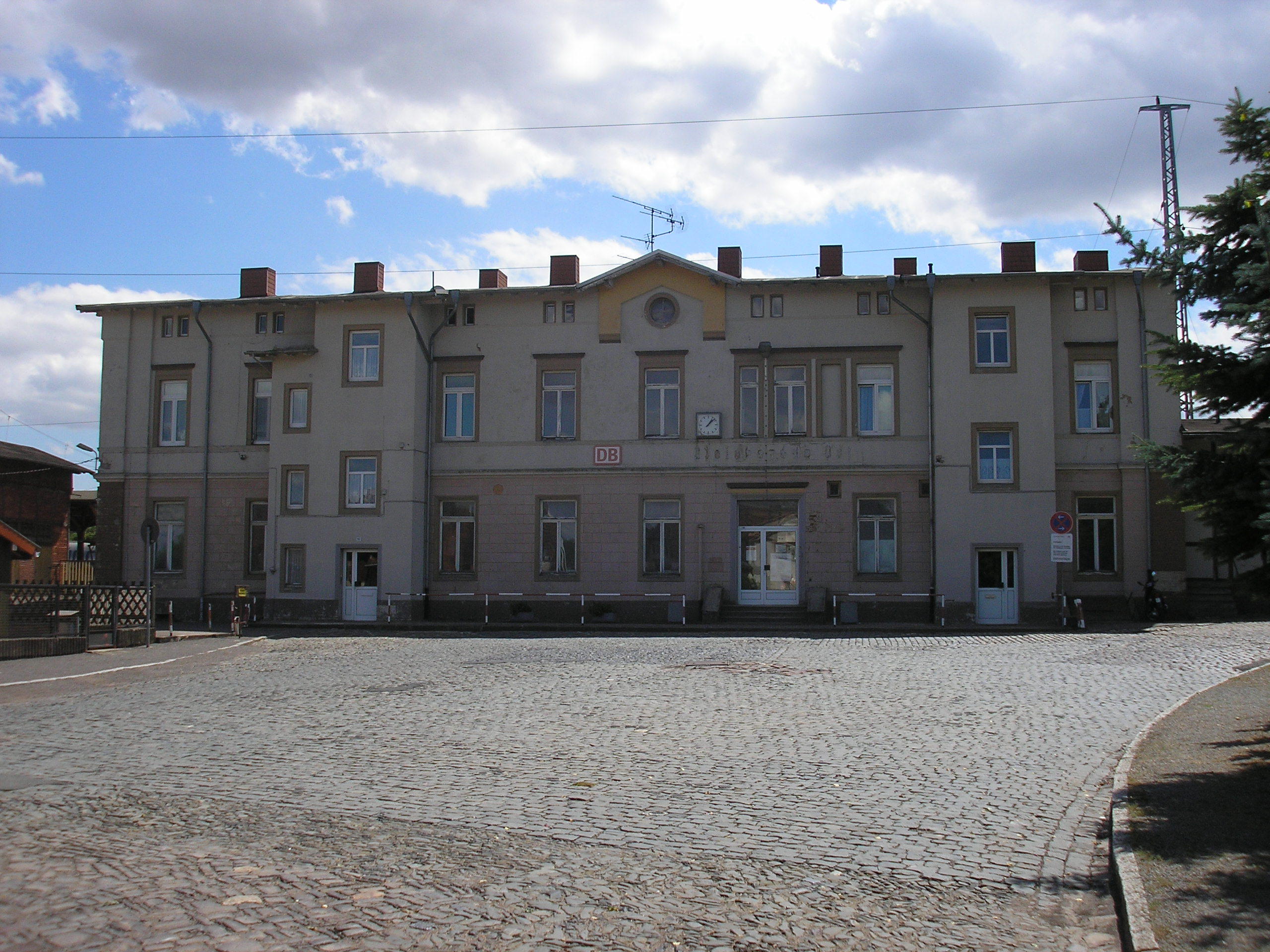
Bahnhof Bleicherode Ost
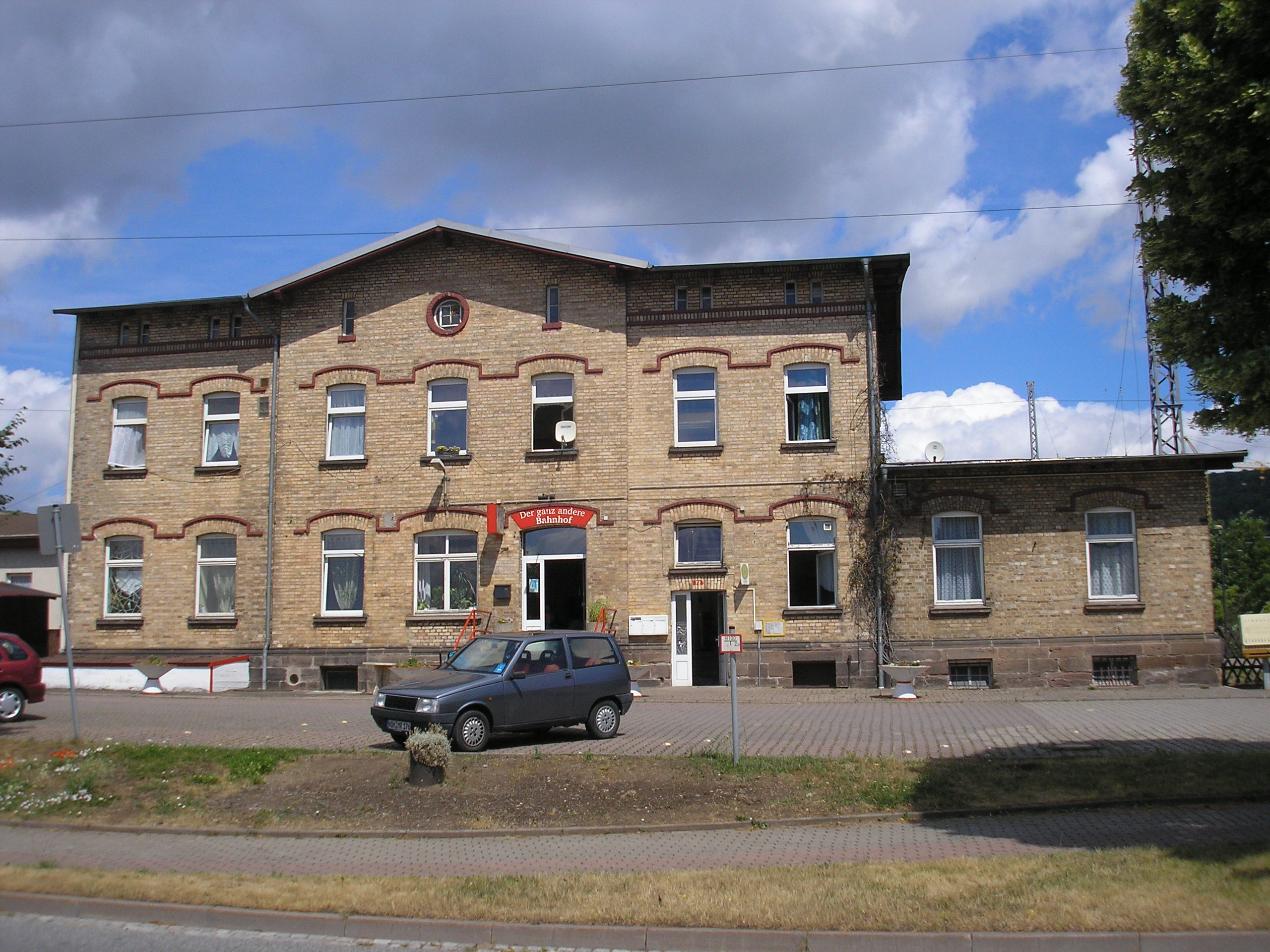
Bahnhof Sollstedt
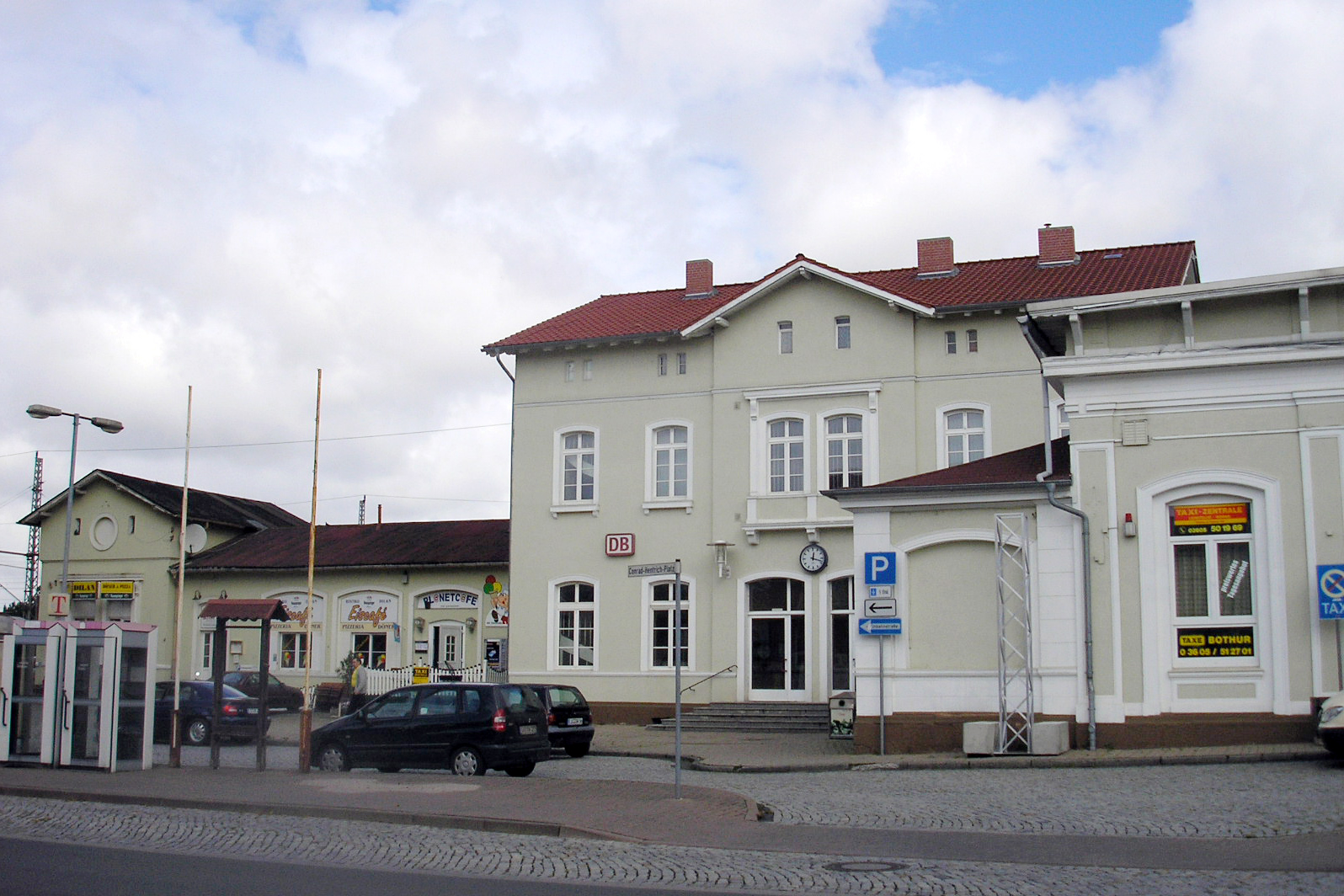
Bahnhof Leinefelde
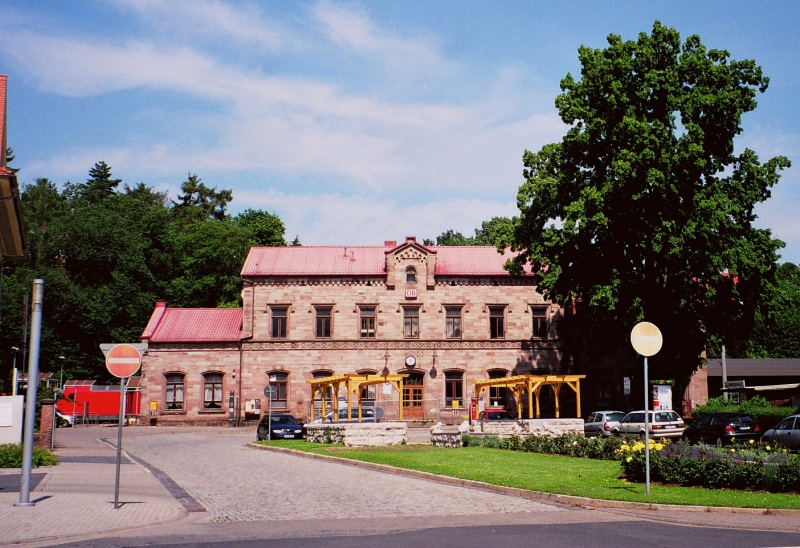
Bahnhof Heilbad Heiligenstadt
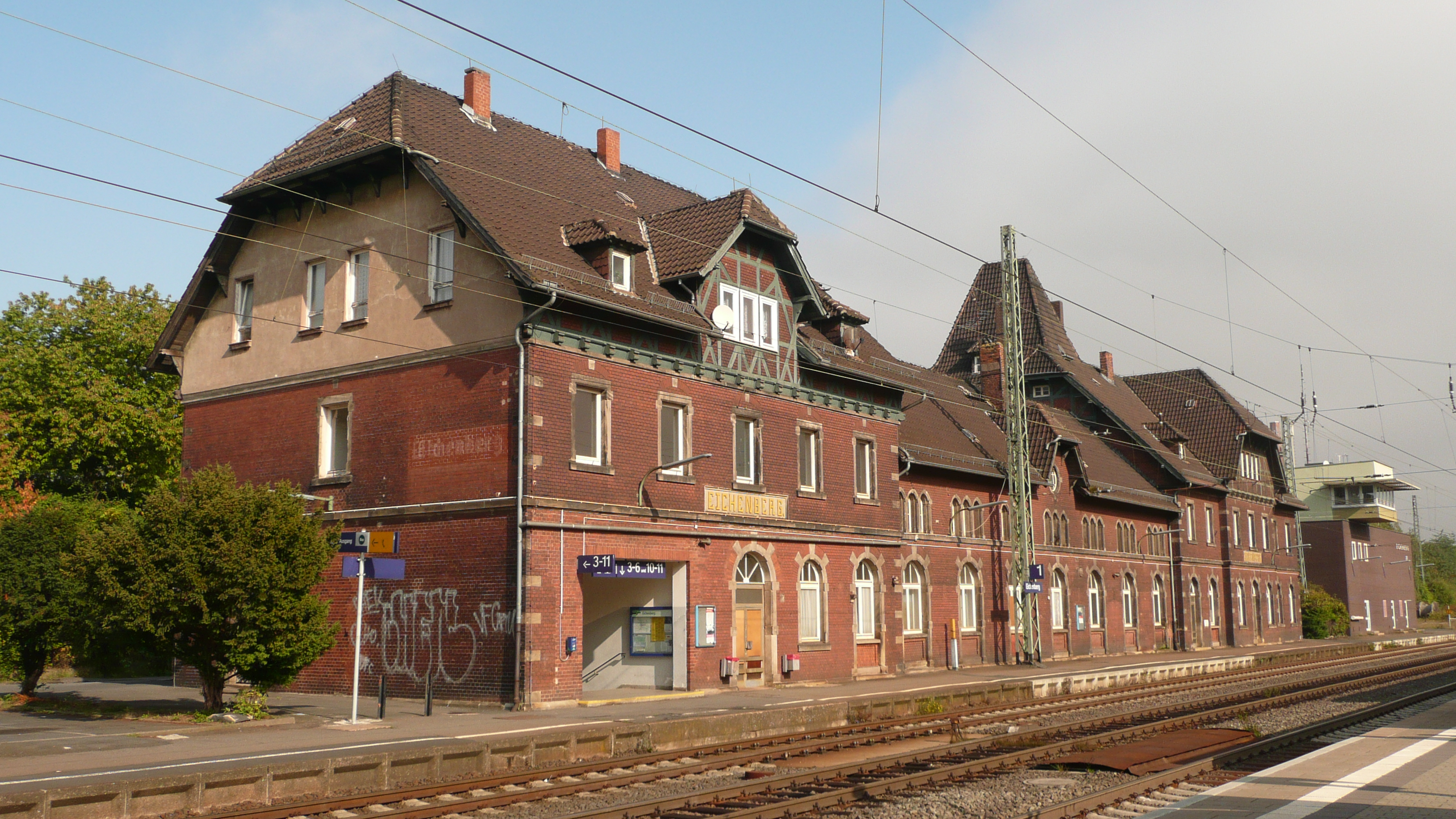
Bahnhof Eichenberg
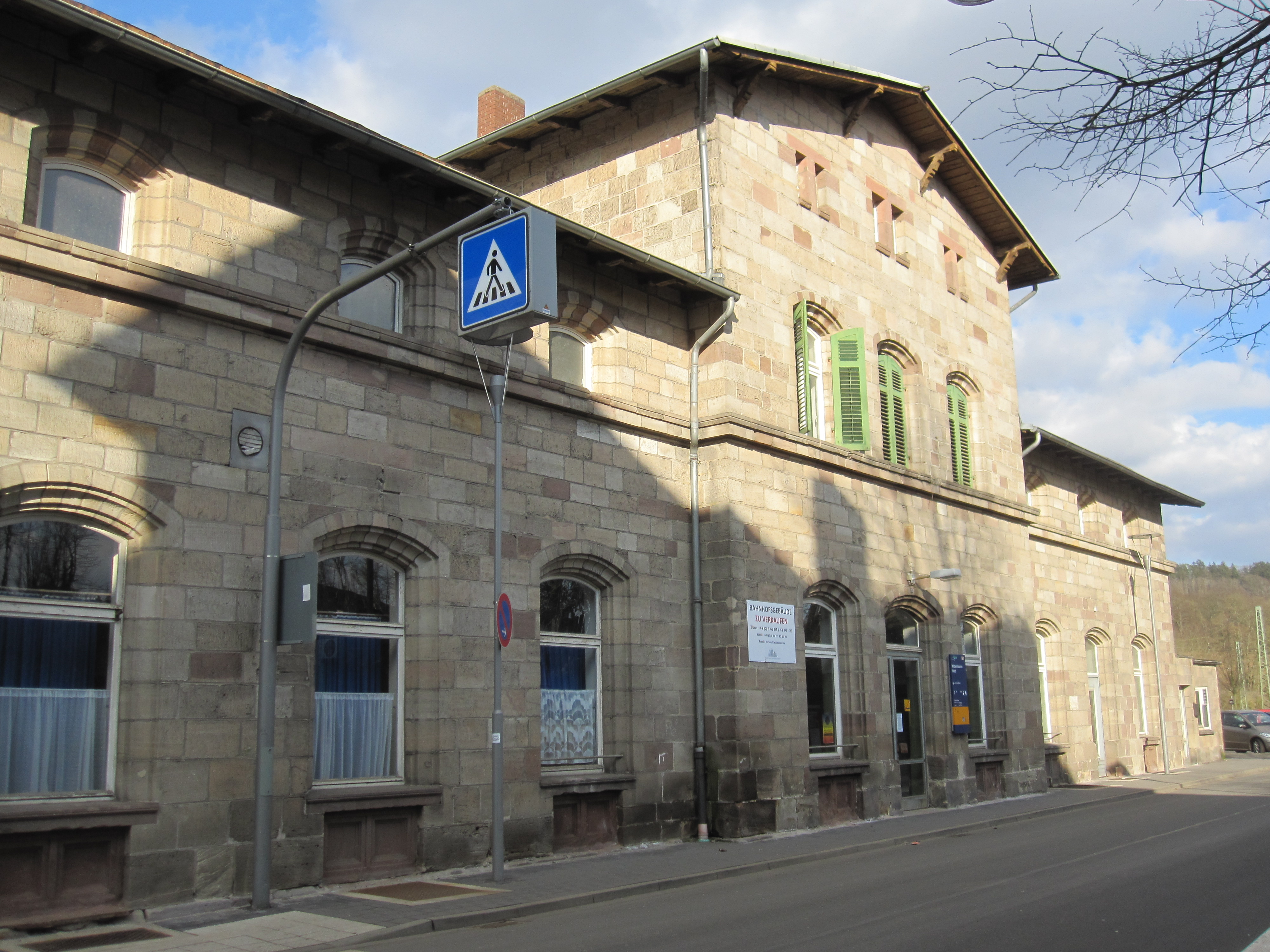
Bahnhof Witzenhausen Nord
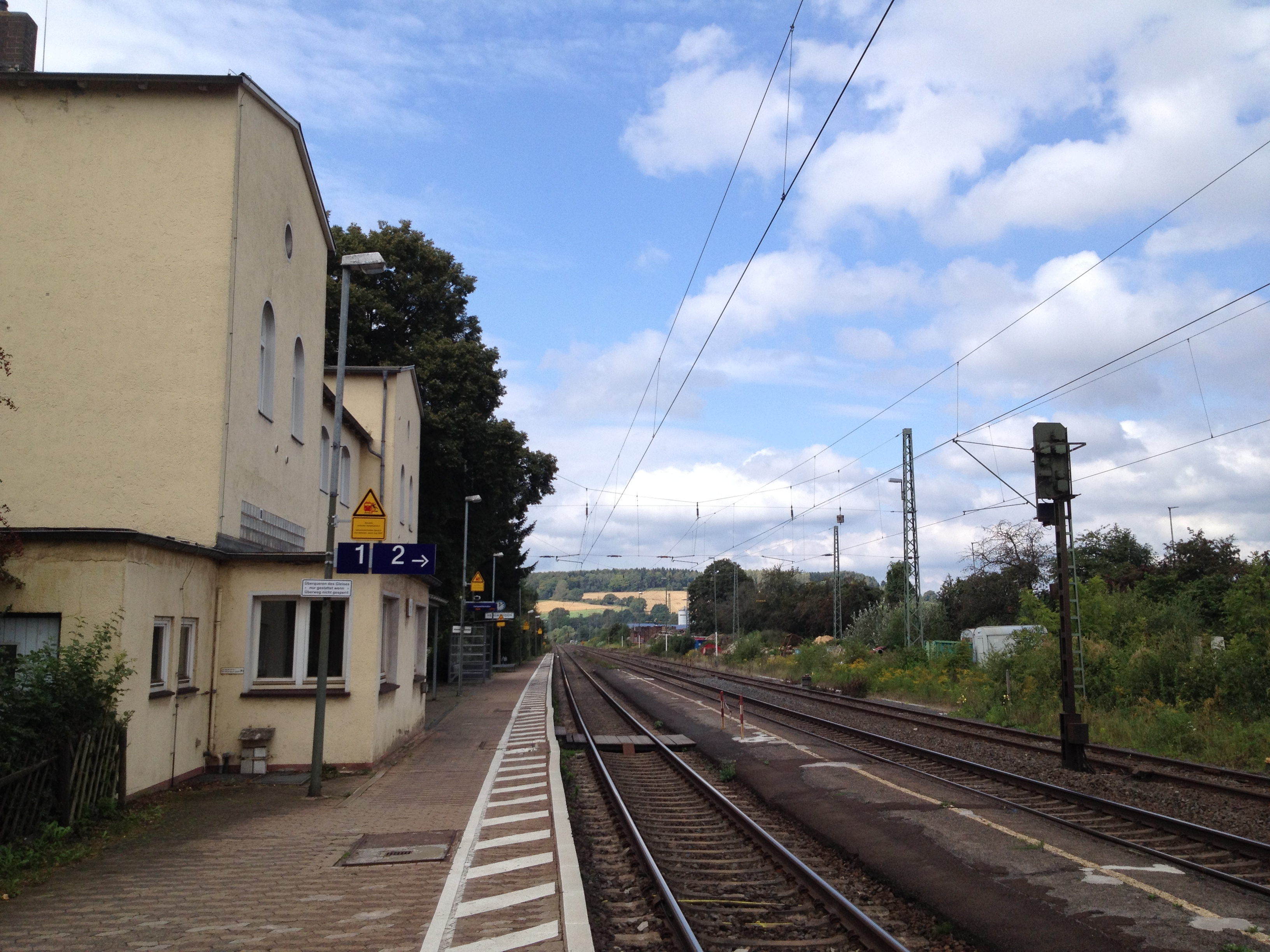
Bahnhof Hedemünden
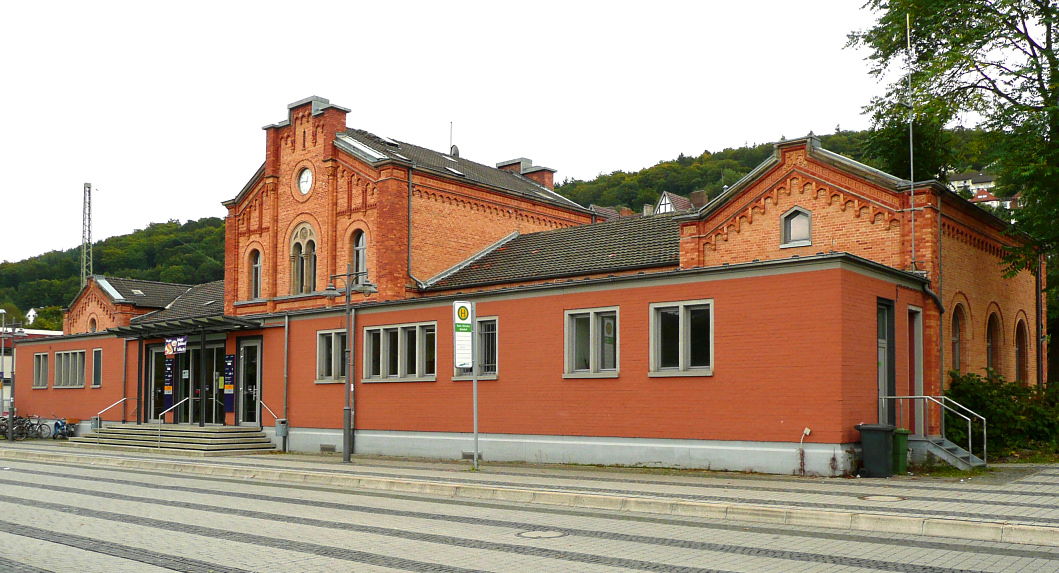
Bahnhof Hann Münden